# Categoría Primera A
La Categoría Primera A (llamada también Liga BetPlay Dimayor por motivos comerciales) es el campeonato de primera división del fútbol profesional de Colombia, que es organizado por la División Mayor del Fútbol Colombiano (Dimayor), entidad dependiente de la Federación Colombiana de Fútbol. Desde 2002 el campeonato se disputa semestralmente, es decir se decretan dos campeones por año, bajo el formato de Torneo de Apertura y Finalización. Sin embargo, en 2020, excepcionalmente, el torneo se disputó anualmente debido a la pandemia del COVID-19.
Desde la creación del profesionalismo en el país en 1948 el certamen se ha disputado hasta la fecha en 77 años (incluyendo la temporada cancelada en 1989) y se han otorgado 53 títulos en torneos largos, más 46 en torneos cortos, 14 por sistema de eliminación directa y 32 por cuadrangulares. Hasta la fecha se han otorgado un total de 99 títulos oficiales en 100 campeonatos disputados. Atlético Nacional es el equipo más ganador con 18 títulos.
Los tres únicos clubes que han participado durante toda su historia en la máxima categoría del fútbol en Colombia han sido Santa Fe y Millonarios, ambos de Bogotá y Atlético Nacional de Medellín.
Según el ranking 2024 de la IFFHS la Categoría Primera A es la 12.a liga profesional más fuerte del mundo, y tercera de la Conmebol. Mientras tanto, está ubicada como la 3.º mejor de América en el XXI, por detrás del Campeonato Brasileño de Serie A y de la Primera División de Argentina.

## Historia

### Antecedentes y amateurismo

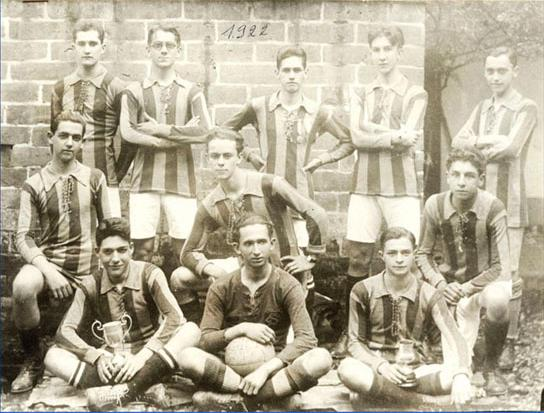
Equipo de 1922 con los 2 campeonatos nacionales (Medellín Foot Ball Club Amateur) conseguidos en el 1918 y 1920.

El primer partido oficial se jugó el 6 de marzo de 1908 en la ciudad de Barranquilla. En aquella ciudad se empezaron a hacer campeonatos entre equipos formados por los distintos barrios. Bogotá también fue pionera de este deporte con la organización de pequeños campeonatos y partidos, se destaca uno en el fin de la Guerra de los Mil Días en el Polo Club.

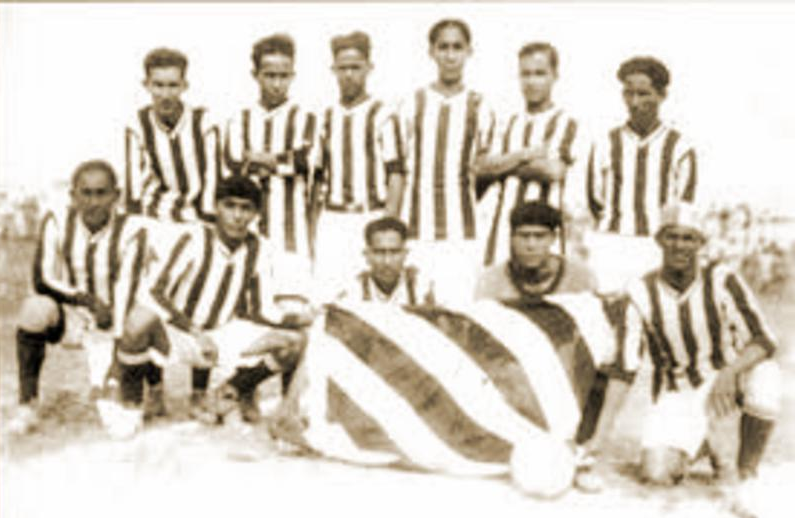
Juventud Junior en 1929.

En 1912 nace en el departamento del Valle del Cauca el Cali FootBall Club; en 1913 nace el Medellín Foot Ball Club en el departamento de Antioquia; América F. B. C. del Valle del Cauca en 1918 y Juventud Junior que fue fundado en el departamento del Atlántico en 1924 junto con el Cúcuta Foot-Ball Club, del departamento de Norte de Santander. Después se fundaron más equipos, pero un hecho destacable es la creación de la Asociación Colombiana de Fútbol bajo el nombre de Liga de Fútbol que fue reconocida por la FIFA. Sin embargo, la asociación nunca pudo consolidar el fútbol profesional.

### 1948: El fútbol profesional
El nacimiento del campeonato colombiano tiene directa relación con la fundación de la División Mayor del Fútbol Colombiano (Dimayor) el 27 de junio de 1948 en Barranquilla y cuyo objetivo era organizar el primer torneo de fútbol profesional en el país. Finalmente se aprobó como fecha de iniciación del campeonato el 15 de agosto del mismo año. El partido inaugural del primer torneo, fue jugado en el Hipódromo de San Fernando entre Atlético Municipal de Medellín y Universidad Nacional de Bogotá con un resultado final de 2-0. El primer gol de la historia del campeonato fue convertido por Rafael Serna de penal a los 15 minutos del primer tiempo. En ese torneo el ganador fue Santa Fe, de modo que se convirtió en el primer campeón del fútbol profesional colombiano.

### El Dorado
En la temporada de 1949, debido a una huelga en el fútbol argentino, comenzó la época de El Dorado, periodo en el cual fueron contratados numerosos jugadores de esa nación como Alfredo Di Stéfano y Adolfo Pedernera para jugar en los diversos equipos que conformaban la liga. Igualmente llegaron varios peruanos, paraguayos y en menor medida brasileros y uruguayos. Valeriano López, de Perú, se destacó con Deportivo Cali donde junto a otros importantes futbolistas de ese mismo país conformaron la generación del fútbol peruano conocida como el «Rodillo Negro». Independiente Medellín estableció un equipo que contaba en su nómina con doce peruanos, algunos de ellos triunfadores en el fútbol argentino como Roberto «Tito» Drago y Segundo «Titina» Castillo, quien fue llamado «La Danza del Sol». En esa temporada Millonarios consiguió su primera estrella.

### 1950-1959
En 1950 Deportes Caldas (equipo fusionado posteriormente con Once Deportivo) dio la sorpresa y se coronó campeón por primera vez en su historia. Millonarios lograría el tricampeonato en las temporadas 1951, 1952 y 1953 aprovechando al máximo las figuras de El Dorado.
En 1954 Atlético Nacional ganó su primer campeonato, en un torneo que fue marcado por la crisis económica debido al fin de El Dorado, que obligó a varios equipos a retirarse. En 1955 Independiente Medellín ganó su primera corona relegando a Atlético Nacional al subcampeonato. En 1956 Deportes Quindío se coronó campeón por primera y hasta ahora, única vez en su historia tras un cabeza a cabeza con Millonarios y Boca Juniors de Cali.
El torneo de 1957 fue uno de los más largos y confusos de la historia del fútbol colombiano; primero se hizo una ronda todos contra todos de ida y vuelta, de estos los 8 primeros clasificados jugarían un octogonal, fase de la cual solo se disputaron 3 fechas, los equipos eliminados protestaron, situación que tuvo eco dada la importancia de los eliminados, Atlético Nacional, América de Cali, Atlético Bucaramanga y Millonarios. El torneo fue ganado por Independiente Medellín, siendo el último campeonato que ganó en 45 años, la polémica es aún mayor, ya que el partido que mostraba quién disputará la final contra el ganador del todos contra todos (Independiente Medellín) se llevó a cabo entre el Deportes Tolima y el Cúcuta Deportivo, pero tras una serie de ida y vuelta y un partido de desempate, Cúcuta fue el cuadro que disputó la final contra el cuadro paisa tras ganar un discutido «cari-sello» en el cual ninguna autoridad del cuadro de Ibagué estuvo presente, a la postre el Cúcuta perdería esa final y tendría que disputarse contra el Deportes Tolima el subcampeonato, partido que también perdió. Al año siguiente, el Independiente Medellín, se retiraría por problemas económicos.
En 1958 Independiente Santa Fe volvió a lo más alto después de 10 años ocupando posiciones intermedias. En la penúltima fecha, Santa Fe y Millonarios igualaban a 46 puntos. Para la última jornada Millonarios visitó a Cúcuta Deportivo y empató 2-2 mientras que el conjunto cardenal ganó 2-0 al Atlético Manizales. Además el Boca Juniors de Cali anunció el retiro definitivo del campeonato.
En 1959 y con la creación de la Copa de Campeones (posteriormente Copa Libertadores de América) por parte de la Confederación Sudamericana de Fútbol, por primera vez en la historia un equipo colombiano jugaría un torneo internacional de carácter oficial. El campeón fue el Millonarios de Bogotá, logrando su quinto título en el profesionalismo. Este equipo representaría a Colombia en la Copa de Campeones de América 1960, en donde llegaría a semifinales.

### 1960-1969
El torneo de 1960 se jugó con los mismos 12 equipos de la temporada anterior, lo cual sucedió por primera vez desde que se juega el fútbol profesional colombiano en 1948. El campeón de esta edición fue Santa Fe, logrando su tercera conquista. El subcampeón fue América de Cali.
Los cuatro años siguientes serían una estela azul, pues Millonarios, de la mano de Julio Cozzi y después del médico Gabriel Ochoa Uribe ganó los campeonatos de 1961, 1962 y 1963. En 1964 Millonarios se convertía en el primer equipo en ganar un tetracampeonato en línea, esta vez dirigido primero por el brasileño Joao Avelino (ya que Gabriel Ochoa salió en febrero luego del juego ante River Plate), que luego por problemas de salud se retiró a mitad de año, siendo reemplazado por su asistente, Efraín Sánchez, que a su vez actuó en algunos juegos como arquero, compartiendo el puesto con Senen Mosquera.
En 1965 el Deportivo Cali se llevaría su primer título, en una temporada marcada por el famoso Cisma del fútbol colombiano, que hizo que Colombia no pudiera participar de la Copa Libertadores en sus ediciones de 1965 y 1966. En 1966 Independiente Santa Fe vuelve a lo más alto dirigido por el médico Gabriel Ochoa Uribe, y por figuras destacadas como Alfonso Cañón y Omar Lorenzo Devanni. En 1967 Deportivo Cali le saca una amplia ventaja a Millonarios y ganaría su segundo campeonato. Pero en 1968 Unión Magdalena da la sorpresa y le arrebata el título al Deportivo Cali, ganando el primer y único título en su historia. En 1969 el Deportivo Cali vuelve a ganar el título, venciendo en el triangular final a Millonarios y a su rival de patio, el América de Cali.

### 1970-1979
En 1970 el Deportivo Cali ganó su cuarto título y lo que hasta ahora es su único bicampeonato en la historia. Los azucareros accedieron al cuadrangular final con Atlético Junior de Barranquilla, Independiente Santa Fe y Cúcuta Deportivo gracias al Torneo Finalización. Al final hubo un triple empate entre caleños, barranquilleros y bogotanos de siete puntos, pero que a la postre sería un nuevo campeonato del Deportivo Cali gracias a la diferencia de gol.
En 1971 el campeonato fue fuertemente disputado por Atlético Nacional, Deportivo Cali, Independiente Santa Fe y Millonarios, quedando los cardenales y los paisas empatados en el cuadrangular final con 7 puntos en el primer puesto. Se disputó una final a doble partido, pero como ambos quedaron 0-0, se debió jugar una final en Cali. El campeón fue Independiente Santa Fe tras ganar 3-2 dicho partido, consiguiendo su quinta estrella.
En 1972 y luego de ocho años, Millonarios consigue bajar su décima estrella tras ganar un triangular final al Deportivo Cali y al Junior de Barranquilla. En 1973 Atlético Nacional gana su segundo título después de 19 años, tras vencer a Millonarios y nuevamente al Deportivo Cali. En 1974 Deportivo Cali gana su quinto título tras quedar primero en el hexagonal final; este sería el último en 22 años para los azucareros.
En 1975 Independiente Santa Fe de la mano de chileno Francisco Hormázabal conseguía su sexto título y el último en 37 años. En el cuadro cardenal destacaron figuras como Héctor Javier Céspedes, Juan Carlos Sarnari, Alonso "Cachaco" Rodríguez, Alfonso Cañón, Ernesto Díaz y Carlos Alberto Pandolfi.
El torneo de 1976 volvió a ser disputado por Millonarios, Atlético Nacional y Deportivo Cali, y como ocurrió en 1973 Atlético Nacional venció en el hexagonal final, ganando así su tercer título. En 1977, Atlético Junior gana su primer título en el hexagonal final tras un mano a mano con el Deportivo Cali. El técnico del conjunto barranquillero fue Juan Ramón Verón. En 1978 Millonarios vuelve a lo más alto tras ganar el cuadrangular final. En la última fecha los embajadores y el Deportivo Cali iban empatados a 7 puntos, pero Millonarios ganó a su rival de patio 3-1 mientras que los azucareros sólo empataron 1-1 con Nacional, lo que le dio el undécimo título al conjunto Bogotano. En el plano internacional el Deportivo Cali llega a la final de la Copa Libertadores perdiendo ante Boca Juniors. De esta manera el conjunto azucarero se convirtió en el primer equipo colombiano en llegar a una final internacional.
En 1979 y tras 31 años en blanco, América de Cali logra su primer título en el profesionalismo de la mano del médico Gabriel Ochoa Uribe, tras un duro mano a mano con Independiente Santa Fe y Unión Magdalena.

### 1980-1989
En 1980, Atlético Junior y Deportivo Cali vuelven a ser protagonistas en el fútbol colombiano. En el Apertura disputaron la final, la cual ganaría Junior. El conjunto barranquillero ganó el cuadrangular final, consiguiendo así su segunda estrella y relegando al conjunto azucarero al subcampeonato. En 1981, de la mano de Osvaldo Zubeldía, Atlético Nacional gana su cuarto título, ganando el cuadrangular en donde sorprendentemente el subcampeón fue Deportes Tolima. Un mes después, el conjunto verdolaga sufre la muerte del técnico argentino cuando iba a sellar un boleto de apuestas hípicas en Medellín. Estaba acompañado de un amigo cuando sufrió un infarto cardíaco.
Los años siguientes fueron la mejor época del América de Cali, pues conseguiría lo que hasta hoy es el mayor récord de campeonatos logrados de manera consecutiva, el pentacampeonato lo lograron consiguiendo los campeonatos de 1982, 1983, 1984, 1985 y 1986. El conjunto escarlata relegaba al subcampeonato a Deportes Tolima (1982), Atlético Junior de Barranquilla (1983), Millonarios (1984), y Deportivo Cali (1985 y 1986), y todos los títulos fueron ganados de la mano del médico Gabriel Ochoa Uribe. Así mismo, el América llegaría a tres finales consecutivas de Copa Libertadores, perdiendo ante Argentinos Juniors por penales (1985), ante River Plate (1986) y ante Peñarol en los últimos segundos (1987).
En 1987, de la mano de Luis Augusto García Millonarios ganó los tres torneos y cinco tablas del año, y estableciendo un invicto de 22 fechas sin perder. En la última fecha se coronaba campeón en el octogonal final con solo empatar. El 20 de diciembre venció por 1-0 con gol de Óscar "Pájaro" Juárez al Junior en Bogotá y logró su estrella 12 con 22 puntos, dos más que el América de Cali, equipo que buscaba el hexacampeonato. En 1988 consigue el bicampeonato (por tener mejor diferencia de gol que Atlético Nacional) y la estrella 13 otra vez ante Atlético Junior, pero esta vez en Barranquilla.
En 1989 Millonarios al lado de Junior, eran los dos únicos equipos que ya estaban clasificados para el cuadrangular final por el título del año, pero cuando el torneo se estaba aproximando a dicho cuadrangular, el Cartel de Medellín cometió el asesinato en Medellín del árbitro barranquillero Álvaro Ortega, tras el partido entre Independiente Medellín y América de Cali, lo cual causó la cancelación del torneo de ese año. El único título otorgado aquel año fue la Copa Colombia ganada por Independiente Santa Fe. Sin embargo, el momento más destacado del año fue el título de Atlético Nacional en la Copa Libertadores tras vencer a Olimpia por penales, siendo el primer equipo colombiano en conseguir el trofeo.

### 1990-1999
En 1990 y tras la cancelación del torneo anterior, el América de Cali lograría su séptima estrella de la mano del médico Gabriel Ochoa Uribe, siendo ésta también la última para el técnico antioqueño. En el cuadrangular final se impuso a Atlético Nacional, Atlético Bucaramanga e Independiente Santa Fe, quedando subcampeón el equipo paisa. Sin embargo, en 1991 y de la mano de Hernán Darío Gómez, el cuadro verdolaga se tomaría revancha y consigue su quinta estrella, coronándose campeón en el último partido contra el América en Medellín. En ese mismo año se creó la Categoría Primera B. En 1992 América de Cali de la mano de Francisco Maturana consigue su octava estrella venciendo en su último partido al Deportivo Cali y relegando a Atlético Nacional al subcampeonato.
En 1993 parecía que Independiente Medellín ganaría su primer título desde 1957. Le ganó a su rival de patio 1-0 y en ese momento Junior empata con el América 2-2 en Barranquilla, pero Oswaldo Mackenzie hizo un gol agónico en los últimos segundos, lo que le dio el título al conjunto barranquillero tras 13 años de espera.
En 1994 Atlético Nacional gana el campeonato venciendo a su rival de patio con gol de Juan Pablo Ángel consiguiendo así su sexta estrella. Sería un título emotivo, puesto que meses atrás fue asesinado Andrés Escobar, luego de anotar un autogol en el Mundial de Estados Unidos, hecho que generó la eliminación de la Selección Colombia en dicho mundial. En 1995 se jugaría un torneo que duraría un solo semestre, ya que para el siguiente se iba a adaptar al formato europeo. En esta edición Junior de Barranquilla quedó campeón tras un intenso cabeza a cabeza con el América de Cali que finalmente fue subcampeón. En este año Atlético Nacional llegó a la final de la Copa Libertadores por segunda ocasión, esta vez perdiéndola frente a Gremio de Porto Alegre.
En el torneo 1995/96 Deportivo Cali volvió a ser campeón después de 22 años tras empatar 0-0 frente al América de Cali. En el cuadrangular final Millonarios había sumado más puntos que el conjunto azucarero, pero el Deportivo Cali tenía un punto de bonificación y a pesar de superarlo en partidos ganados y diferencia de gol, el título se define por mejor reclasificación, ganándolo el Deportivo Cali. La invasión de la hinchada azucarera a la cancha una vez finalizado el encuentro impidió a los dirigidos por Fernando «El Pecoso» Castro dar la vuelta olímpica. En ese mismo Año América de Cali vuelve a llegar a la final de la Copa Libertadores, volviéndola a perder con River Plate como pasó hace 10 años atrás.
El torneo 1996/97 sería el más largo, ya que duró 16 meses. En la primera fase ganó el América de Cali y en el torneo Adecuación se disputó una final inédita entre Atlético Bucaramanga y Deportes Quindío. La final la ganó el conjunto canario que pasó a disputar el título frente al América de Cali. El título precisamente lo ganó el cuadro escarlata, siendo su novena estrella en su historia.
En 1998 el Once Caldas lideró todo el año estableciendo un récord de puntos en los torneos largos. Pero el Deportivo Cali ganó su séptima estrella al vencer 4-0 en el global al equipo blanco de Manizales. En 1999 Atlético Nacional gana su séptima estrella por penales al América de Cali en la primera final que se define desde esta instancia. En ese año Deportivo Cali llega a su segunda final de la Copa Libertadores después de 21 años, perdiéndola esta vez frente al Palmeiras de Brasil desde los tiros desde el punto penal.

### 2000-2009
En 2000 y 2001 el América de Cali logra el bicampeonato de la mano de Jaime de la Pava, en lo que serían los últimos torneos largos disputados hasta ahora.
Para 2002 la Asamblea General de Clubes aprobó que se jugará el torneo profesional con 18 equipos, sumándole a los 16 actuales dos de los tres socios que en ese entonces se encontraban participando en el Campeonato de la Categoría Primera B. En el 2001 ese año el equipo Atlético Bucaramanga de la Primera A al que le correspondía descender se mantuvo en la misma.
También, a partir del Torneo Apertura 2002, el campeonato se dividió en dos (Apertura y Finalización), según los dirigentes, para llamar más la atención del hincha y hacerlo interesarse en el campeonato. Así, se implementó el sistema de cuadrangulares semifinales, donde los ocho mejores equipos del semestre avanzaban a una etapa semifinal de dos grupos: El 1.º y el 2.º de la tabla son cabeza de grupo "A" y "B" respectivamente, para los 6 equipos restantes se realiza un sorteo para definir el grupo que le corresponde a cada equipo. Los primeros de cada grupo, desde entonces, clasifican a la final para definir al campeón. En el Apertura el América de Cali logra el tricampeonato tras vencer a Atlético Nacional en las dos finales. En el Torneo Finalización 2002 el campeón sería Independiente Medellín después de 45 años, tras superar al sorprendente Deportivo Pasto.
En el Apertura 2003 otro equipo sería campeón después de mucho tiempo. Esta vez sería el Once Caldas, quien superó en la final al Junior de Barranquilla con un global de 1-0, La ida en el Metropolitano de Barranquilla que finalizará 0-0 y en el Palogrande de Manizales, el blanco derrotaría al Junior por 1-0 con gol de Sergio Galván. De esta manera el conjunto blanco ganaría su segundo título después de 53 años cuando se llamaba Deportes Caldas. En el Finalización Deportes Tolima dio la sorpresa y ganaría por penales la final al favorito Deportivo Cali, en la ida en Ibagué Deportes Tolima derrotaría al Deportivo Cali 2-0 con doblete del brasileño Rogerio Pereira y en el Pascual Guerrero de Cali los azucareros derrotaron al Deportes Tolima por 3-1 forzando el cobro de penales, donde el Deportes Tolima vencería por 4-2 consiguiendo así su primer título en Colombia.
En el Apertura 2004 Independiente Medellín ganó su cuarta estrella luego de vencer en la final a Atlético Nacional en la primera y única final paisa, en la ida el «Poderoso» derrotaría al Nacional por 2-1 con goles de Jorge Horacio Serna y Rafael Castillo, Edixon Perea descontaba para los verdolagas, en la vuelta los paisas empataron 0-0 dándole el título al Independiente Medellín. En el Finalización el conjunto verdolaga vuelve a llegar a la final, pero fue superado por el Junior de Barranquilla en una agónica final que Nacional tenía ganada, pero que se dejó empatar en los últimos minutos, forzando así la definición por penales, en donde el conjunto barranquillero ganó por 5-4.
Sin embargo, esta temporada es recordada por la Copa Libertadores que el Once Caldas le ganó a Boca Juniors en los penales, en donde el conjunto argentino era el favorito gracias a sus actuaciones en las tandas de penales previas a la final. En la final, Boca desperdició los 4 penales con una gran actuación de Juan Carlos Henao, haciendo que el conjunto manizalita gane la segunda Libertadores para Colombia.

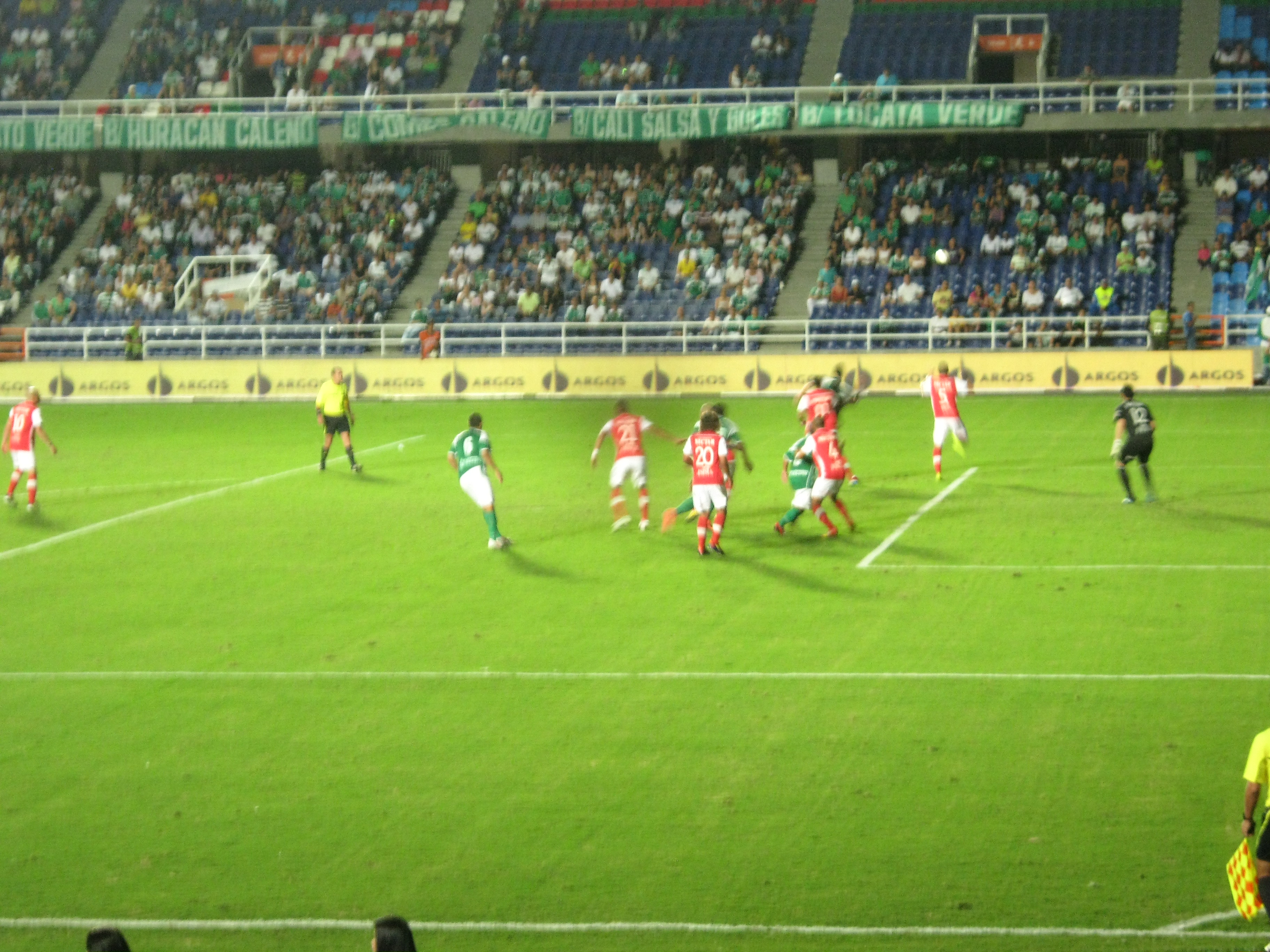
Encuentro disputado entre el Deportivo Cali e Independiente Santa Fe.

En el Apertura 2005 Atlético Nacional llegó a su tercera final consecutiva en esta ocasión cobraría revancha y gana su octava estrella tras vencer a Independiente Santa Fe, equipo que llevaba mucho tiempo sin acceder a una final, en la ida Santa Fe y Nacional empataron 0-0 en El Campín de Bogotá y en la vuelta en Medellín, los verdolagas vencieron por 2-0 a los cardenales con goles de Carlos Alberto Díaz y Óscar Echeverry, dándole el 8° título a los Paisas. En el Finalización Deportivo Cali ganó su octavo título tras doblegar al recién ascendido y sorprendente Real Cartagena, en la ida en Cartagena de Indias el Deportivo Cali vencería de visitante por 2-0 a los cartageneros con doblete de Hugo Rodallega, y en la vuelta en el Pascual Guerrero de Cali los azucareros vencieron por 1-0 al Real Cartagena con anotación de Jaime Riveros terminando con un global de 3-0 para los caleños.
Desde 2006 el último equipo en la tabla de promedios de descenso (un cálculo basado en los rendimientos en puntos de los últimos tres torneos en Primera División) sigue descendiendo directamente a la Categoría Primera B siendo reemplazado por el campeón de ese torneo, mientras el penúltimo en dicha tabla se debe enfrentar en un duelo de ida y vuelta al subcampeón de la Categoría Primera B para definir si permanece o no en la Primera División.
En esta temporada dos equipos ganaron sus títulos por primera vez en su historia. En el Apertura fue Deportivo Pasto dirigido por Oscar Quintabani, quien después de clasificar octavo a los cuadrangulares, llegó a la final en donde superó a Deportivo Cali: en la ida los pastusos vencerían de visitantes por 1-0 al Cali con gol de Carlos Villagra, y en la vuelta en el Estadio La Libertad de Pasto, los locales empatarían con los caleños por 1-1 con goles de Jorge Hernando Vidal para el Pasto y Anthony Tapia empataría para los azucareros, el Deportivo Pasto obtendría el 1° título en su historia. En el Finalización fue Cúcuta Deportivo, equipo que ascendió en esa temporada luego de 9 años en Segunda División. En la final venció a Deportes Tolima, el partido de ida se jugó en el General Santander de Cúcuta, los motilones vencerían por 1-0 a los «pijaos» con gol de Rodrigo Saraz, el partido de vuelta en Ibagué sería complicado para los 2 equipos, donde empatarían 1-1 con goles de Yulián Anchico para los tolimenses y Macnelly Torres empataría para los motilones que les permitiría coronarse campeones.
El 2007 será recordado por la afición verdolaga, ya que Atlético Nacional lograría su primer bicampeonato. En ambas finales venció a equipos que nunca habían accedido a una definición por el título. En el Apertura venció al Atlético Huila, en el Partido de ida en Neiva, los verdolagas vencieron de visitantes a los huilenses con gol de Carmelo Valencia, y en la vuelta en Medellín Atlético Nacional derrotaría por 2-1 al Atlético Huila con goles de Diego Toro y Carmelo Valencia para los paisas y Duván Hernández descontaría para los «opitas». Mientras que en el Finalización venció a La Equidad, equipo que debutaba en la Primera A ese año, el partido de ida en Bogotá terminaría 3-0 a favor del Atlético Nacional con una clara victoria de los paisas sobre La Equidad, los tantos los marcaron Carmelo Valencia, Sergio Galván y León Darío Muñoz, en la vuelta en Medellín los 2 equipos empatarían 0-0, finalizando la serie con global de 3-0 a favor del cuadro verdolaga. Ambos torneos fueron ganados de la mano de Oscar Quintabani.
En 2008 otro equipo de los denominados «pequeños» logró su primer título. El turno sería para Boyacá Chicó, dirigido por Alberto Gamero, quien ganaría la final del Apertura por penales al América de Cali, el partido de ida en el Pascual Guerrero de Cali terminaría 1-1, Néstor Salazar abriría el marcador para los "Ajedrezados" y Adrián Ramos empataría para los escarlatas, este partido sería recordado por el polémico arbitraje de Wilmar Roldán, ya que terminó el partido antes de que Frank Pacheco anotara el 2-1 favorable para el Boyacá Chicó. en el partido de vuelta en el Estadio La Independencia de Tunja, tanto ajedrezados como escarlatas empatarían 1-1 con goles del argentino Miguel Caneo y Luis Tejada; ambos de tiro penal, con el 2-2 en el global la serie se definiría en los penaltis, donde Boyacá Chicó vencería por 4-2 a los Diablos rojos y ganó su primer título de Liga. Sin embargo, el conjunto 'escarlata' se tomó revancha en el Finalización y luego de 6 años ganaría un título al vencer a Independiente Medellín en ambas finales, en el Partido de ida en el Atanasio Girardot, los escarlatas vencerían de visitantes por 1-0 al "Poderoso" con gol de Víctor Cortés. en el Partido de vuelta en el Pascual Guerrero el América vencería sin problemas al cuadro paisa por 3-1, Diego Álvarez Sánchez abriría el marcador para el Independiente Medellín, pero la «mechita» remontaría con goles de Adrián Ramos, Jaime Córdoba y autogol de Jamell Ramos. De esta manera, los dirigidos por Diego Edison Umaña igualarían al Millonarios Fútbol Club en campeonatos ganados (13 títulos).
En 2009 se cambió el sistema de los cuadrangulares semifinales, ya que los dos primeros quedarán en los grupos A y B, mientras que los seis restantes entraran a sorteo para definir su respectivo lugar en los grupos. Además, los árbitros utilizarán intercomunicadores, con el fin de mejorar su rendimiento y cumplir con las exigencias de FIFA.
En el Apertura 2009 Once Caldas logró su tercer título. Clasificó faltando una fecha a los cuadrangulares y en ellos superó a Deportes Tolima, Equidad y Boyacá Chicó. En la final venció a Junior de Barranquilla con un marcador global de 5-2. En el partido de ida en el Palogrande de Manizales, Once Caldas ganó por 2-1 con goles de Nordier Romero y Johan Fano, Giovanni Hernández descontó para Junior. En el partido de vuelta en el Metropolitano de Barranquilla, el Once salió victorioso con un marcador de 3-1 con goles de Alexis Henríquez, Alex Sinisterra y Dayron Pérez; Hayder Palacio anotó para la visita. En el Finalización Independiente Medellín venció en la final a Atlético Huila conquistando su 5.º título de Liga. Medellín, dirigido por Leonel Álvarez, terminó primero en la tabla general y se clasificó anticipadamente a los cuadrangulares, donde igualmente logró el puesto más alto. El partido de ida en el Guillermo Plazas Alcid de Neiva terminó con victoria del "Poderoso" por 1-0 sobre Huila con gol de Jackson Martínez; en el partido de vuelta en Medellín empataron 2-2: Jackson Martìnez y Luis Fernando Mosquera anotaron para Medellín, mientras que Erwin Maturana y Lewis Ochoa anotaron para Huila. Además, en el Finalización 2009, Jackson Martínez rompió el récord de Leider Preciado para consagrarse como el máximo goleador en un torneo semestral luego de anotar 19 goles.

### 2010-2019

Trofeo que se entregó al campeón de la Liga desde 2010 hasta 2014.

Para el Torneo Apertura 2010 comenzó la era de Postobón como patrocinador del Fútbol Profesional colombiano. Los cuadrangulares fueron reemplazados por una serie de semifinales en el que sólo clasificaban los 4 primeros equipos (1 vs. 4 y 2 vs. 3), a partidos de ida y vuelta para definir a los finalistas, debido al Mundial de Fútbol que se realizaba en Sudáfrica. Bajo este formato, Junior logró su sexta estrella tras remontar un 1-0 en la ida, ante La Equidad, ganando en la vuelta por 3-1 con doblete de Carlos Bacca y otro de Víctor Cortés para el cuadro tiburón, Leonardo Castro descontó para la Equidad.
En el Finalización volvió el sistema de cuadrangulares, en donde Once Caldas logró su cuarta estrella en una final inédita contra Deportes Tolima. El conjunto blanco perdió en el Manuel Murillo Toro de Ibagué por 2-1 contra el Deportes Tolíma, las anotaciones para los "pijaos" fueron de Rodrigo Marangoni de penal y un autogol de Alexis Henríquez, Dayro Moreno de penal anotó el único tanto para los manizalitas. el Partido de vuelta en el Palogrande de Manizales, los blancos remontaron en un gran partido, ganando el encuentro por 3-1 con tantos de Jaime Castrillón, Fernando Uribe y Wilson Mena, Danny Aguilar descontó para los tolimenses. De esta manera, el Once Caldas obtuvo su 4.º título en el fútbol colombiano.
En la temporada 2011 se modificó el sistema de cuadrangulares semifinales por motivos de la Copa Mundial Sub-20 realizada en Colombia y la Copa América que se llevó a cabo en Argentina. En este los ocho equipos clasificados se enfrentaban por sorteo en cuartos de final, en donde los ganadores iban a semifinales y luego a la gran final. Bajo este formato, en el Apertura 2011, Atlético Nacional ganó su estrella once, en donde venció a La Equidad por penales, equipo que fue rival hace cuatro años cuando ganaron el bicampeonato en 2007, y que fue finalista por tercera vez en su historia. el Partido de ida en el Metropolitano de Techo en Bogotá, terminó 2-1 a favor del cuadro bogotano, goles de Juan Gilberto Núñez y Edwin Rivas para la Equidad y Carlos Rentería anotó el único tanto para los verdolagas, en la vuelta en el Atanasio Girardot, Nacional derrotó en un gran partido al cuadro "asegurador" por otro 2-1 con goles de Dorlan Pabón y Carlos Rentería, Roberto Polo descontaría para La Equidad. Los "verdolagas" ganaron en la tanda de penaltis su 11.ª estrella en el Fútbol colombiano. En el Finalización, Junior de Barranquilla venció en la final al Once Caldas, ganando de esta manera su séptima estrella y tomándose revancha del Apertura 2009. Ambos equipos venían de eliminar en semifinales a Independiente Santa Fe y Millonarios, remontando de manera increíble en el partido de vuelta de cada una de las semifinales, cuando se pensaba que la final iba a ser bogotana. América de Cali, uno de los equipos más grandes de Colombia, cae a la Primera B por primera vez en su historia tras perder la serie de promoción por penales ante Patriotas Boyacá, convirtiéndose en el primer equipo grande en descender a segunda categoría, y en el primer equipo que desciende por medio de la promoción.
En 2012 después de la Copa Mundial Sub-20 realizada en Colombia, se volvió al antiguo sistema de Cuadrangulares semifinales implementado en el 2002. Como hechos destacados en 2012, se coronaron campeones los dos equipos tradicionales de Bogotá, Independiente Santa Fe y Millonarios rompiendo su racha de 37 y 24 años sin conquistar el título, respectivamente. En el Apertura Independiente Santa Fe venció al Deportivo Pasto, equipo que en esa temporada era recién ascendido, en la ida en el Estadio Departamental Libertad de Pasto, Los "volcánicos" (Apodo por el que los llaman popularmente) darían el primer golpe con anotación de Kévin Rendón, casi terminándose el primer tiempo cuando Julián Quiñones anotó para los cardenales. En la vuelta en Bogotá, Santa Fe se coronó campeón venciendo a los pastusos por 1-0 con el único gol de Jonathan Copete obteniendo así su 7° título liguero. En el Finalización Millonarios venció por penales a Independiente Medellín y volvió a ser el equipo más veces campeón de Colombia, superando por un título al América de Cali que tenía 13, por ende Millonarios quedó con 14; en este año los equipos de Bogotá (Independiente Santa Fe 7 títulos y Millonarios 14) ganaron 2 títulos que lo empataron con Cali en 21 títulos (Deportivo Cali 8 títulos y América 13), convirtiéndose en las 2 ciudades con más campeonatos ganados en el fútbol colombiano.
En la Temporada 2013 se realizaron los torneos con el sistema de juego tradicional de cuadrangulares semifinales. Ascendió a Primera División el Alianza Petrolera y por ende descendió el Real Cartagena por 3.ª vez en su historia. La final del Torneo Apertura 2013 la protagonizaron el Atlético Nacional quien ganó la final al Deportes Tolima el tolima pasaba con el empate y resulta perdiendo frente al antiguo itagüí, e Independiente Santa Fe, el partido de ida se jugó en el Atanasio Girardot de Medellín, igualando a cero los 2 equipos. El segundo partido se jugó en El Campín de Bogotá, con una victoria para los 'verdolagas' por 2-0 con anotaciones del canterano del Atlético Nacional Jefferson Duque y Luis Fernando Mosquera, proclamándose campeón y obteniendo su 12.ª estrella en el Fútbol Profesional Colombiano; El goleador del torneo sería Wilder Medina con 12 goles.
En el Finalización el cuadro verdolaga logró conseguir su segundo bicampeonato (después del conseguido en 2007) y su título número 13 (alcanzando en el número de títulos al América de Cali) de la mano del técnico risaraldense Juan Carlos Osorio, imponiendo un estilo de juego único de posesión de balón y fútbol a un solo toque. Atlético Nacional jugó la final contra el Deportivo Cali que a la postre dejó un global de 2-0 (0-0 en la ida en el Pascual Guerrero de Cali y 2-0 en tierra antioqueña) con goles del paraguayo Néstor Camacho (en propia puerta) y del delantero Jefferson Duque; Dayro Moreno y Luis Carlos Ruiz fueron los goleadores del torneo con 16 anotaciones cada uno.
En el Torneo Apertura 2014, Atlético Nacional consiguió ir a la final, convirtiéndose en el primer equipo en la historia del fútbol colombiano en conseguirlo en la era de los torneos cortos. En la Final enfrentó al Junior, que ganó en el partido de ida como local por 1-0 con la única anotación de Edison Toloza, pero en la vuelta en Medellín, el elenco "paisa" vencería en los 90 minutos gracias a un gol agónico al último minuto de Jhon Valoy obligando a la definición del título desde la Tanda de penaltis, donde el portero argentino Franco Armani fue la gran figura atajando 2 lanzamientos. Así el Atlético Nacional consiguió su estrella 14, y por consiguiente empatando a Millonarios en el número de títulos (convirtiéndose ambos en los 2 equipos más ganadores de la Primera A).
En el Torneo Finalización 2014, Independiente Santa Fe consiguió su 8.º título venciendo al Independiente Medellín en el partido de ida a 2-1; en el minuto 37 del primer tiempo se abrió el marcador a favor de Independiente Medellín 1-0, pero con una remontada de Santa Fe 2-1 los capitalinos se iban tranquilos a Bogotá. El domingo 21 de diciembre el cuadro cardenal recibió al Independiente Medellín, el marcador se abrió por medio de Luis Carlos Arias, iniciando el segundo tiempo y el empate llegó al minuto 88, aunque no le alcanzó Independiente Medellín. Con un global de 3-2 Independiente Santa Fe se coronó campeón de la mano del profesor Gustavo Costas.

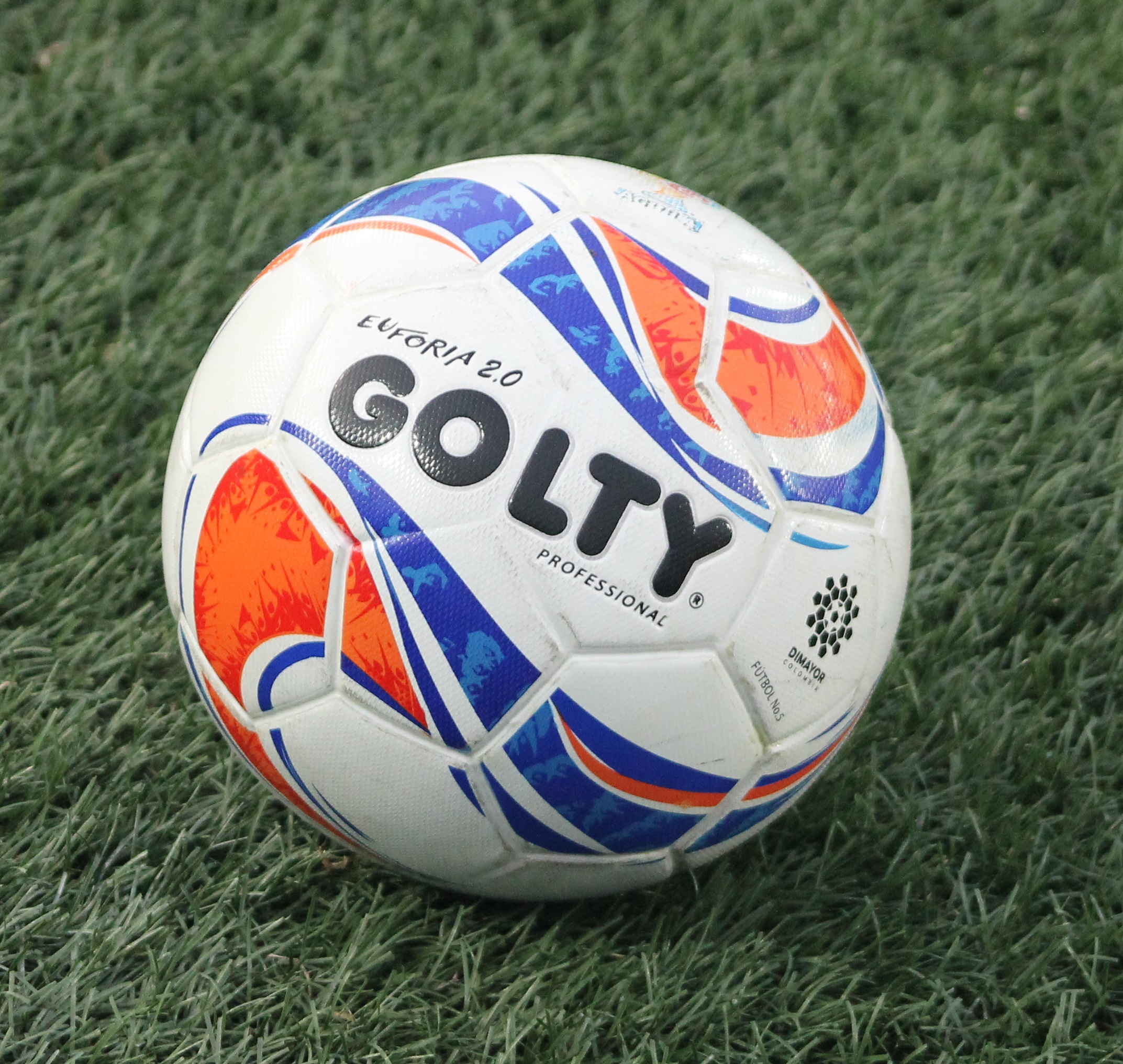
Euforia 2.0, el balón oficial del fútbol colombiano en 2017.

En 2014, Dimayor en una asamblea realizada en el mes de octubre llegó a un consenso en el que se aprobó un cambio de formato para el campeonato de cara a la temporada 2015: el número de equipos participantes pasará de dieciocho a veinte equipos. Sin embargo, para la temporada 2014 los ascensos y descensos se mantuvieron de igual forma (un ascenso y un partido de promoción) y los dos equipos por ascender se definirán entre los clubes clase A, que se encuentran en la Primera B mediante un Cuadrangular de Ascenso a jugarse en Bogotá. Asimismo, se cambiará el sistema de ascenso y descenso a partir de 2015, se cambió de un descenso y un partido de promoción a dos descensos directos.
En el Torneo Apertura 2015 el campeón fue el Deportivo Cali, ganando la serie global por 2-1 al DIM, quien llegaba a la final por segunda vez consecutiva. El equipo "azucarero" fue campeón después de 9 años y medio con un plantel que apenas tenía 22,3 años de edad promedio y con un 70 % de jugadores salidos de su cantera. El llamado "Kinder del Pecoso" venció en enfrentamientos directos a dos grandes: Nacional y Millonarios, antes de jugar la final con el Independiente Medellín. Un ingrediente especial de la novena estrella fue que los partidos de local del Deportivo Cali se llevaron a cabo en su estadio: El Coloso de Palmaseca. En ese año la Junta Directiva del equipo tomó la decisión de mudarse definitivamente a su estadio, dejando atrás el Estadio Olímpico Pascual Guerrero. Con este título Deportivo Cali alcanzó nuevamente a Bogotá como la ciudad de Colombia con más estrellas (22 para cada una, distribuidas así: 14 para Millonarios Fútbol Club y 8 Independiente Santa Fe, 13 por América de Cali y 9 el Deportivo Cali).
En el Torneo Finalización 2015 Atlético Nacional se coronó campeón. El primer partido se jugó en Barranquilla y el cuadro paisa perdió 2-1 contra Junior con goles de Roberto Ovelar y Édison Toloza para el local y por el visitante descontó Yimmi Chará. En Medellín el equipo verde obtuvo una victoria 1-0 con gol del juvenil Marlos Moreno. En el global, el resultado fue un 2-2. En la tanda de penales el cuadro antioqueño se impuso 3-2 en la definición desde la Tanda de penaltis. El cuadro paisa obtuvo con este título su estrella número 15 con lo cual se consagró como el club más laureado del rentado nacional. El goleador del torneo sería Jefferson Duque con 15 anotaciones.
En el Torneo Apertura 2016 volvió a ser Campeón Independiente Medellín después de siete años la última vez había sido en el Torneo Finalización 2009 frente al equipo Atlético Huila. El poderoso de la montaña fue el mejor equipo del torneo regular por clasificación en la tabla general, el 19 de junio de 2016 tras empatar en Barranquilla el partido de ida de la final con Junior (1:1), se consolidan campeones en la ciudad de Medellín al vencer en el partido de vuelta (2:0) siendo figura del partido final Christian Marrugo, obteniendo así su sexto título en el torneo nacional.
En Torneo Finalización 2016 el campeón sería el Independiente Santa Fe al ganarle en el global 1-0 al Deportes Tolima imponiendo un juego estilo uruguayo y finalizando 15 fechas invicto en la liga. Al final de 2016, Santa Fe sería el mejor en la reclasificación del año.
En el Torneo Apertura 2017 Atlético Nacional se hizo con su decimosexto título, después de remontar un 2-0 como visitante ante el Deportivo Cali y al ganar el partido de vuelta en el estadio Atanasio Girardot con un contundente 5-1. Como campeones, Atlético Nacional obtiene cupo directo a la fase de grupos de la Copa Libertadores 2018.
En el torneo finalización de 2017 Millonarios gana su estrella 15 en una final inédita en torneos cortos contra Santa Fe imponiéndose por un marcador global de 3-2 accediendo a Copa Libertadores 2018
En el Torneo Apertura 2018 Deportes Tolima consiguió su segundo título en la máxima categoría del fútbol colombiano, luego de vencer en la final al Atlético Nacional por tiros desde el punto penal. Tras perder el encuentro de ida por 1-0 en el estadio Manuel Murillo Toro y ganar en la vuelta en Medellín por un marcador de 2-1, igualando el marcador global 2-2, el cuadro Vinotinto y oro triunfó por 4-2 en los penales para obtener la segunda estrella.
Deportes Tolima obtiene cupo directo a la fase de grupos de la Copa Libertadores 2019.
En el Torneo Finalización 2018 Junior consiguió su anhelada octava estrella al vencer 4-1 al Independiente Medellín en la ida en el Estadio Metropolitano Roberto Meléndez y perder 3-1 en la vuelta en el estadio Atanasio Girardot consiguiendo cupo directo a la fase de grupos de la Copa Libertadores 2019
En el Torneo Apertura de 2019, Millonarios, pese a clasificar primero en el todos contra todos con bastante ventaja sobre los demás equipos, es superado por el Deportivo Pasto en cuadrangulares, el cual clasifica a la final ante Junior de Barranquilla. Junior obtuvo su noveno título y su primer bicampeonato de la historia.
En el Torneo Finalización de 2019, América de Cali logró su título número 14, luego de once años de espera (cinco de los cuales estuvo en segunda división). Lo hizo después de una gran campaña en el todos contra todos, en donde acumuló 35 puntos, los mismos que Atlético Nacional, y luego de superar en el cuadrangular semifinal al Deportivo Cali, Santa Fe y Alianza Petrolera. En la final derrotó al Junior, que buscaba su tricampeonato, luego de empatar a 0 en Barranquilla y de ganarle 2 a 0 en Cali.

### Década de 2020
La década de 2020 comenzó con la pandemia del COVID-19, que afectó a todo el mundo, incluida Colombia, y obligó a cancelar las actividades deportivas y de espectáculo. El Torneo Apertura de 2020, que por motivos de patrocinio comenzó a llamarse Liga BetPlay, tuvo que ser suspendido el 13 de marzo cuando hasta ahora se habían jugado ocho fechas. Durante abril y mayo se disputó la eLiga Dimayor para mantener un producto para el canal Win Sports. La suspensión del campeonato causó una gran crisis económica en los equipos y eso, sumado con viejos descontentos por el negocio de la venta de los derechos de televisión, llevó a la Dimayor y al fútbol colombiano a una crisis organizativa y a una división entre los equipos, que se zanjó con la renuncia del presidente de la entidad y con la llegada de uno nuevo. Finalmente, y luego de conseguir la autorización del gobierno nacional tras muchos intentos, la asamblea de la Dimayor decidió que el torneo volvería a mediados de septiembre, respetando los puntos ganados hasta marzo y retomando la novena fecha, que había quedado suspendida. También se decidió que, luego de terminar la fase de todos contra todos, los ocho clasificados no jugarían en dos cuadrangulares, sino en partidos de eliminación directa hasta llegar a la final, que sería en diciembre. Por ese mismo motivo, se decidió que para 2020 se jugaría un solo campeonato (es decir que no habría Torneo Finalización) y que no habría ascensos ni descensos hasta el 2021. El torneo finalizó con el título 15 y el bicampeonato del América de Cali, derrotando en el partido de ida 3-0 a Santa Fe en Cali, pero perdiendo en Bogotá 0-2. Así, con un global de 3-2, los escarlatas ganaron la final.
En la temporada 2021 regresaron los torneos semestrales que se juegan desde 2002. En el Torneo Apertura 2021, el Deportes Tolima, quien obtuvo ocho victorias, seis empates y cuatro derrotas en el todos contra todos, pudo acceder a los Cuadrangulares. En la final ante Millonarios igualaron en el Manuel Murillo Toro 1-1 y en la vuelta en El Campín, a puerta cerrada, se quedaron con el triunfo por 1-2 con dos goles de Juan Fernando Caicedo, obteniendo así su tercer estrella en la liga.
Ya en el Torneo Finalización 2021, cargado de problemas de rendimiento, el Deportivo Cali, a mitad de semestre contrata al venezolano Rafael Dudamel como director técnico del equipo azucarero, quien fue jugador del cuadro verdiblanco en la década de los 90. Nuevamente el Deportes Tolima llegaba a la final, donde quedaron igualados 1-1 en el estadio de 'Palmaseca', pero el equipo dirigido por Rafael Dudamel ganó 1-2 en Ibagué y se llevó el título con un 3-2 en el global, consiguiendo así su décimo título liguero con una gran remontada en el segundo tiempo ante el Tolima.
Para el Torneo Apertura 2022, el Deportes Tolima volvió a acceder a la final, pero esta vez el Atlético Nacional se cobró revancha por lo que había pasado en 2018 y lo venció con un marcador global de 4-3 (ganó 3-1 en Medellín y perdió solo 2-1 en Ibagué), consiguiendo su estrella número 17 y consolidándose como el más veces campeón del fútbol colombiano. Fue la tercera final consecutiva del Deportes Tolima, que, sin embargo, solo pudo ganar la primera.
El segundo semestre del año (Torneo Finalización 2022) trajo la gran sorpresa de lo que va en la década: Deportivo Pereira, que había estado varios años en la B y a punto de desaparecer, logró el primer título y la primera estrella de su historia. El equipo llegó a la final luego de eliminar en el cuadrangular semifinal a Millonarios y a Santa Fe. Y en el enfrentamiento definitivo venció al Independiente Medellín: empataron 1-1 en el Estadio Atanasio Girardot y 0-0 en el Estadio Hernán Ramírez Villegas, pero los 'Matecañas' vencieron en la tanda de penales por 4-3. Además, clasificaron por primera vez a la Copa Libertadores de América.
En el Torneo Apertura 2023 se dio por primera vez una de las finales más esperadas en la historia de los torneos cortos: Millonarios vs. Atlético Nacional. Los partidos entre dos de los equipos más ganadores de la liga colombiana terminaron empatados: 0-0 en el Estadio Atanasio Girardot y 1-1 en el Estadio Nemesio Camacho El Campín. Pero en la tanda de penales, Millonarios consiguió el título número 16 de su historia al vencer 3-2 a su rival.
Para el Torneo Finalización 2023 la final tuvo como rivales al Deportivo Independiente Medellín y al Junior de Barranquilla, que habían dejado atrás en los cuadrangulares a otros históricos como Atlético Nacional, América de Cali, Millonarios, Deportes Tolima y Deportivo Cali, así como a Águilas Doradas, que había sido el mejor del todos contra todos. En el partido de ida de la final, en Barranquilla, Junior ganó 3-2. En el partido de vuelta, el DIM iba ganando 2-0, un resultado con el que se coronaba campeón, pero un gol de Vladimir Hernández en el minuto 90 le dio el descuento (2-1) al Junior para empatar el marcador global. Junior de Barranquilla, finalmente obtuvo su décima estrella al ganar 5-3 en la tanda de penales. Deportivo Independiente Medellín perdió otra final y se convirtió en el segundo equipo con más subtítulos en Colombia (12).
En el Torneo Apertura 2024, la final fue entre Atlético Bucaramanga y Independiente Santa Fe. El partido de ida, en Bucaramanga, finalizó 1-0 a favor de los locales. El partido de vuelta finalizó 2-3 a favor de Santa Fe, forzando a la tanda de penales, en la cual se impuso Atlético Bucaramanga, logrando el primer título de su historia.
Para el Torneo Finalización 2024, la final fue entre Deportes Tolima y Atlético Nacional. El Partido de ida, en Ibagué, finalizó con empate 1-1. El partido de vuelta finalizó 2-0 a favor de Atlético Nacional, donde se coronaría campeón logrando su título número 18.
En el Torneo Apertura 2025, la final fue entre Independiente Medellín y Independiente Santa Fe. El partido de ida, en Bogotá, finalizó 0-0. El partido de vuelta finalizó 1-2 a favor de Santa Fe, logrando así su estrella número 10, tras 9 años.

## Sistema de juego
Cada año los dirigentes de la asamblea de la Dimayor se reúnen para definir el sistema de juego. Desde 2002 el torneo de un año se dividió en: Apertura (de enero a junio) y Finalización (de julio a diciembre), con descenso a la segunda división únicamente a final del año. Desde 2015 el torneo se disputa con 20 clubes. Cabe anotar que el sistema es sujeto a modificaciones cada semestre dependiendo del calendario internacional.
El sistema de juego para la temporada 2025 es:
- Todos contra todos: Se juegan 20 fechas en las que cada equipo juega contra todos sus rivales (19 fechas + 1 fecha de clásicos regionales) en 10 partidos de local y 10 de visitante.
- Cuadrangulares semifinales: Los ocho primeros clasificados después de las 20 jornadas se distribuirán en dos cuadrangulares donde el primero y el segundo de la tabla general irán a cuadrangulares diferentes como cabezas de serie, el cuadrangular del resto de clasificados se determinará por sorteo y los equipos de cada cuadrangular se enfrentaran en 6 jornadas todos contra todos con ida y vuelta. Vale mencionar que entre las temporadas 2010 y 2011 (excepto el 2010-II), entre 2014 y 2018 (excepto el 2014-II) y los torneos 2020 y 2021-I, se disputaron Play-offs en vez de los cuadrangulares semifinales, en los que se disputaban cuartos de final, semifinal y final a partidos de ida y vuelta en cada fase.
- Final: Los 2 equipos ganadores de los Cuadrangulares semifinales o de los Playoffs, según el caso, se enfrentan en la final a partidos de ida y de vuelta para así definir al campeón del semestre, que obtendrá el título de campeón del fútbol colombiano, el partido de vuelta se juega en el campo del equipo con mejor clasificación entre los dos finalistas en la sumatoria de puntos de las etapas "Todos contra todos" y "Cuadrangulares semifinales".

Durante el año se juega con dos e inclusive tres tablas de posiciones.
- Clasificación: Es la que lleva el puntaje en la fase de todos contra todos en el Torneo Apertura y Finalización de forma independiente. En ella se define el denominado 'punto invisible' que da ventaja en caso de empate en los cuadrangulares semifinales y la localía en la final de cada campeonato.
- Reclasificación: Es la tabla general del año, sumatoria de los torneos Apertura y Finalización, sumando los puntos de los cuadrangulares semifinales y las finales. Allí se determinan varios cupos a torneos internacionales.
- Tabla de promedio: Es la que determina los dos equipos que descienden directamente. En ella se suman los puntajes de los últimos tres años (seis torneos) y se dividen en la cantidad de partidos jugados. Para esta tabla únicamente se contabilizan los partidos y puntos obtenidos en la fase todos contra todos. Los equipos recién ascendidos empiezan su promedio desde cero.

### Clasificación a la Copa Libertadores
Colombia tiene dos cupos directos a la fase de grupos de la Copa Conmebol Libertadores y dos a la fase II de la competición, para sumar en total cuatro plazas. A la fase de grupos acceden los campeones de los torneos Apertura y Finalización. En el caso de que un mismo equipo gane los dos torneos del año, se abrirá un cupo directo al equipo que obtenga el mejor puntaje en la sumatoria del año (Reclasificación).
Los dos equipos con mejor puntaje en el total de los torneos Apertura y Finalización, y que no hayan ganado ninguno de los torneos disputados, obtienen el tercer y cuarto cupo a la Copa Libertadores.

### Clasificación a la Copa Sudamericana
Para la Copa Conmebol Sudamericana, Colombia tiene cuatro cupos directos a la primera fase. El primero es el campeón de la Copa Colombia y los otros tres por los mejores ubicados dentro de la tabla de puntaje acumulado del año, no clasificados a la Conmebol Libertadores.

### Descenso a la Primera B
La tabla de promedio para el descenso es la que determina los equipos que descenderán a la Categoría Primera B cada temporada. Esa tabla la compone la sumatoria total de puntaje en las fases todos contra todos de los últimos dos años de campeonato y el año presente en que se juegue el torneo. Ejemplo: las fases todos contra todos de los torneos 2023-I, 2023-II, 2024-I, 2024-II, 2025-I y 2025-II son tenidas en cuenta para el descenso en la temporada 2025.
Para obtener el promedio se suma el total de puntos obtenidos y se divide en el número de partidos jugados.
Entre la temporada 2006 y la temporada 2014 hubo dos posibilidades de descenso a la Categoría Primera B, las cuales eran determinadas por la tabla de promedio: Descenso directo: lo obtenía el equipo ubicado en el último lugar de la tabla de descenso. Serie de promoción: la disputaba a partidos de ida y vuelta el equipo que terminaba en el penúltimo lugar de la tabla de descenso contra el equipo que hubiese sido subcampeón de la Categoría Primera B, en caso de perder la serie, era descendido a la segunda división. Desde la temporada 2015 hasta el presente, debido al aumento de equipos de 18 a 20, se decidió eliminar la serie de promoción, por ende los equipos que terminen en los últimos dos lugares de la "tabla de promedios" (19.º y 20.º), descienden directamente.
Cabe destacar que los equipos que ascienden a jugar el campeonato desde la Primera B empiezan con su promedio desde cero sin heredar el promedio del último equipo salvado de la temporada pasada.

## Trofeos
El trofeo que se entrega al campeón de la Primera División tiene más de 70 años. Es elaborado por la Joyería de la Platería Solórzano, hecho en plata alemana, pesa alrededor de 5 kilos y mide 90 centímetros aproximadamente. La forma de la copa siempre ha sido la misma, únicamente ha variado su tamaño; su valor aproximado en el año 2012 fue de 5 millones de pesos. El original tiene la figura de la victoria alada de Samotracia, la cual representa al triunfo deportivo.
La copa original se encuentra en las oficinas de la Dimayor, por lo que cada equipo que se consagra campeón recibe una réplica exacta que podrá conservar en su sede.

Trofeo oficial de la Dimayor
Trofeo entregado por la Dimayor desde 1948

A partir de la llegada de patrocinadores del campeonato, se entregan dos trofeos. El tradicional de la Dimayor y uno del patrocinador. En 2010 el certamen cambio por primera vez el patrocinador y se realizó un concurso para escoger el nuevo trofeo, el diseño ganador fue el de un grupo de estudiantes de la Universidad Nacional de Palmira, Valle del Cauca.

Trofeos de los patrocinadores entregados junto al trofeo Dimayor
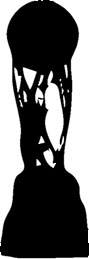
Trofeo Copa Mustang 1990-2009
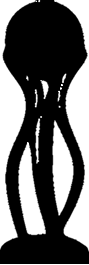
Trofeo Liga Postobón 2010-2014
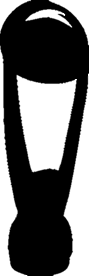
Trofeo Liga Águila 2015-2019
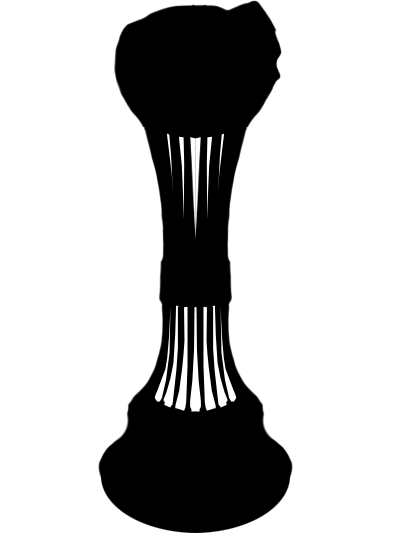
Trofeo Liga BetPlay 2020-Actualidad

## Patrocinio
Desde 1990 el torneo se llamó oficialmente Copa Mustang por motivos comerciales con la firma tabacalera Protabaco. El contrato estaba firmado hasta el 31 de diciembre de 2009. Al aprobarse en el Congreso de la República la ley antitabaco, el torneo debió cambiar de patrocinador antes de la fecha estipulada en el contrato con Protabaco. La norma, impulsada por la congresista Dilian Francisca Toro puso a tambalear el futuro del campeonato, ya que la Dimayor tenía que buscar pronto un patrocinador, debido a que la norma era de efecto inmediato. Sin embargo, luego que la norma pasara por las comisiones de conciliación de congreso, se acordó darle dos años de plazo a la División Mayor del Fútbol Colombiano para que consiguiera nuevos patrocinadores. A pesar de esto, el patrocinador se eligió a finales de 2009. A partir de 2010, y por un periodo de cinco años, Postobón es el auspiciante oficial del fútbol profesional colombiano en sus dos categorías. La compañía de gaseosas prometió desembolsar un total de 52 000 millones de pesos, incluyendo dinero para la Primera división y segunda división, el torneo sub-18 y la hidratación de los jugadores. Los otros competidores fueron el banco internacional BBVA (que ofreció 45 000 millones de pesos en efectivo) y la multinacional de gaseosas Coca-Cola (que ofreció 75 000 millones de pesos, siendo 30 000 millones en efectivo y 45 000 millones en infraestructura de estadios y clubes).
La presentación de Postobón dejó que el nombre oficial, y por motivos de patrocinio del campeonato, sea Liga Postobón desde 2010 y por cinco años.
El 4 de diciembre de 2014, la Dimayor anunció la finalización del patrocinio de Postobón, luego de la terminación del contrato que tuvo vigencia hasta el 31 de diciembre de 2014. A su vez se oficializó la llegada de la compañía cervecera Bavaria, a través de su producto Cerveza Águila como patrocinador oficial de la liga a partir del 2015, además de los demás campeonatos organizados por la Dimayor por una duración de 5 años hasta 2019, por una cifra de 40 millones de dólares (85 000 millones de pesos) Por motivos de patrocinio del campeonato, se llama Liga Águila desde el 19 de diciembre de 2014 cuando se realizó el sorteo de los cuadrangulares de ascenso de los equipos socios de la Dimayor, para ampliar la Primera División en 2015 de 18 a 20 equipos.
El 27 de diciembre de 2019 la Dimayor anunció oficialmente el cambio de patrocinador a partir de 2020, denominándose el torneo por motivos comerciales como Liga BetPlay Dimayor. BetPlay es un operador de apuestas en línea colombiano propiedad de Corredor Empresarial S.A. una empresa que agrupa a las principales plataformas de apuestas en Colombia, incluidos las apuestas de fútbol.

## Cobertura por radio y televisión
Históricamente, por radio y televisión ha sido la principal difusión del fútbol colombiano, además de medios nacionales de prensa escrita.
Un hecho tristemente célebre fue la transmisión del partido entre Millonarios y Unión Magdalena por el Campeonato colombiano 1985 la noche en que ocurrió la Toma del Palacio de Justicia, cuando la costumbre de la época era solo transmitir en fases finales por la televisión pública. La ministra de comunicaciones de la época, Noemí Sanín, aseguró que la transmisión ocurrió para que no se diera un nuevo Bogotazo.
En cuanto derechos de transmisión, se transmitieron algunos partidos por los canales de televisión pública de Inravisión hasta 1998 cuando comenzaron las transmisiones por entonces nacientes canales privados RCN y Caracol Televisión. Sin embargo, en 2001 un consorcio de TV Cable con SKY se quedó con los derechos de transmisión de forma exclusiva, hasta 2004 cuando volvieron las transmisiones por RCN con su programa Futbolmanía.
Desde 2006 los derechos de transmisión por televisión los tuvieron además de RCN, las empresas de televisión por suscripción TV Cable (empresa adquirida por Telmex) y UNE, en un contrato de cinco años de duración.
Sin embargo, la Dimayor retiró la exclusividad para hacer las transmisiones en vivo del fútbol colombiano. Para el período 2012-2016 se han adjudicado los derechos de televisión abierta a RCN Televisión nuevamente. Para la televisión cerrada los cableoperadores por suscripción DirecTV y SuperCable adquirieron también por cinco años los derechos de televisión, junto a la Cooperativa Multiactiva de Televisión Comunitaria (Comutv). Al no ser exclusivos los derechos de televisión entraron en la negociación Movistar (Antiguo Telefónica Telecom) y los operadores Telmex TV (hoy Claro TV) y Une, sin llegar a un acuerdo económico.
Posteriormente, el 29 de noviembre de 2012 fue creado oficialmente el canal Win Sports que agrupa a los operadores autorizados por Dimayor con las transmisiones del Fútbol Profesional Colombiano.
En el momento la Dimayor quitó la exclusividad para hacer las transmisiones en vivo del fútbol colombiano por los medios de radio colombiana en las frecuencias de AM y FM.
En junio de 2016 la Dimayor llegó a un acuerdo con el canal de deportes brasileño BandSports para que tenga los derechos de transmisión de la Liga Águila por los próximos dos años, siendo así la primera vez que la máxima categoría del Fútbol Profesional Colombiano llega a dicho país. Para 2017 la Dimayor y BandSports no llegaron a un nuevo acuerdo de derechos televisivos de La Liga, terminando el contrato con dicho canal.
El expresidente de la Dimayor, Jorge Perdomo, anunció la llegada de un canal premium para los partidos del certamen en 2018, lo cual ha generado controversia, ya que se acabarían las transmisiones por señal abierta.
El 30 de noviembre de 2018 en la asamblea de la Dimayor con 35 votos a favor y 1 en contra, fue aprobado el canal prémium para los partidos más importantes del Fútbol Profesional Colombiano. Este canal empezaría a funcionar a partir del segundo semestre de 2019, o en el primer semestre de 2020.[cita requerida]
El 22 de julio de 2019 se confirma la llegada del canal prémium para el primer semestre de 2020 donde por lo menos 5 partidos serán exclusivos del nuevo canal denominado Win Sports+.
Un año después, por medio de un comunicado, la Dimayor informó que da por terminada su alianza con Asomedios.
Desde 2024, la Dimayor hizo un acuerdo con RTVC Sistema de Medios Públicos en que todos los partidos desde los Cuadrangulares semifinales serán transmitidos por las 73 frecuencias de Radio Nacional de Colombia.

## Equipos participantes
| Equipo                 | Entrenador             | Ciudad                    | Estadio                                | Aforo         |
| ---------------------- | ---------------------- | ------------------------- | -------------------------------------- | ------------- |
| Águilas Doradas        | Pablo de Muner         | Rionegro                  | Alberto Grisales                       | 14 000        |
| Alianza Valledupar     | Hubert Bodhert         | Valledupar                | Armando Maestre Pavajeau               | 11 500        |
| América de Cali        | Diego Gabriel Raimondi | Cali                      | Olímpico Pascual Guerrero              | 37 899        |
| Atlético Bucaramanga   | Leonel Álvarez         | Bucaramanga Floridablanca | Américo Montanini Álvaro Gómez Hurtado | 25 000 12 000 |
| Atlético Nacional      | Javier Gandolfi        | Medellín                  | Atanasio Girardot                      | 46 000        |
| Boyacá Chicó           | Flabio Torres          | Tunja                     | La Independencia                       | 20 630        |
| Deportes Tolima        | Lucas González         | Ibagué                    | Manuel Murillo Toro                    | 28 100        |
| Deportivo Cali         | Alberto Gamero         | Palmira                   | Deportivo Cali                         | 44 000        |
| Deportivo Pasto        | Camilo Ayala           | Pasto                     | Departamental Libertad                 | 18 000        |
| Deportivo Pereira      | Rafael Dudamel         | Pereira                   | Hernán Ramírez Villegas                | 30 290        |
| Envigado F. C.         | Andrés Orozco (E)      | Envigado                  | Polideportivo Sur                      | 14 000        |
| Fortaleza CEIF         | Sebastián Oliveros     | Bogotá                    | Metropolitano de Techo                 | 10 000        |
| Independiente Medellín | Alejandro Restrepo     | Medellín                  | Atanasio Girardot                      | 46 000        |
| Junior                 | Alfredo Arias          | Barranquilla              | Metropolitano Roberto Meléndez         | 46 690        |
| La Equidad             | Diego Merino           | Bogotá                    | Metropolitano de Techo                 | 10 000        |
| Llaneros               | José García Herrera    | Villavicencio             | Bello Horizonte - Rey Pelé             | 18 000        |
| Millonarios            | David González         | Bogotá                    | Nemesio Camacho El Campín              | 36 340        |
| Once Caldas            | Hernán Darío Herrera   | Manizales                 | Palogrande                             | 28 678        |
| Santa Fe               | Jorge Bava             | Bogotá                    | Nemesio Camacho El Campín              | 36 340        |
| Unión Magdalena        | Alexis García          | Santa Marta               | Sierra Nevada                          | 16 000        |

## Campeones

### Títulos de Liga por año
En total, 16 equipos se han coronado en al menos una oportunidad como campeón del fútbol colombiano. El club con más títulos es el Atlético Nacional de Medellín con 18 conquistas. La ciudad con más estrellas es Bogotá con un total de 26, seguido de Cali con 25.
Cabe destacar que en Colombia no se entregan títulos en propiedad, únicamente réplicas del trofeo. La División Mayor del Fútbol Colombiano tampoco entrega premio económico al campeón, el dinero de premios que reciben los jugadores campeones viene directamente del presupuesto de los clubes.
Bajo el sistema actual del campeonato, el campeón además de obtener una nueva estrella en su escudo, obtiene clasificación directa a la Copa Libertadores. El subcampeón no obtiene premio, más allá de figurar en el palmarés, ya que los otros cupos a torneos internacionales se definen por vías como la reclasificación y el título de la Copa Colombia.
En el historial de la Categoría Primera A del fútbol profesional en Colombia se incluyen los títulos oficiales obtenidos y homologados por la División Mayor del Fútbol Colombiano entre 1948 y 2024.
| Año                                          | N.º                 | Campeón                                 | Resultado final            | Subcampeón                               | D.T. Campeón                | Máximo goleador                                           | Goles                | Cant. Equipos        |                      |
| Categoría Primera A                          | Categoría Primera A | Categoría Primera A                     | Categoría Primera A        | Categoría Primera A                      | Categoría Primera A         | Categoría Primera A                                       | Categoría Primera A  | Categoría Primera A  |                      |
| -------------------------------------------- | ------------------- | --------------------------------------- | -------------------------- | ---------------------------------------- | --------------------------- | --------------------------------------------------------- | -------------------- | -------------------- | -------------------- |
| 1948                                         | 1°                  | Santa Fe (1) Bogotá                     | Todos contra todos         | Junior (1) Atlántico                     | Carlos Carrillo Nalda (1)   | Alfredo Castillo                                          | 31                   | 10                   |                      |
| 1949                                         | 2°                  | Millonarios (1) Bogotá                  | 1:0 3:2                    | Deportivo Cali (1) Valle del Cauca       | Carlos Aldabe (1)           | Pedro Cabillón                                            | 42                   | 14                   |                      |
| 1950                                         | 3°                  | Deportes Caldas (1) Caldas              | Todos contra todos         | Millonarios (1) Bogotá                   | Alfredo Cuezzo (1)          | Casimiro Ávalos                                           | 27                   | 16                   |                      |
| 1951                                         | 4°                  | Millonarios (2) Bogotá                  | Todos contra todos         | Boca Juniors de Cali (1) Valle del Cauca | Adolfo Pedernera (1)        | Alfredo Di Stéfano                                        | 31                   | 18                   |                      |
| 1952                                         | 5°                  | Millonarios (3) Bogotá                  | Todos contra todos         | Boca Juniors de Cali (2) Valle del Cauca | Adolfo Pedernera (2)        | Alfredo Di Stéfano                                        | 19                   | 15                   |                      |
| 1953                                         | 6°                  | Millonarios (4) Bogotá                  | Todos contra todos         | Deportes Quindío (1) Caldas              | Adolfo Pedernera (3)        | Mario Garelli                                             | 20                   | 12                   |                      |
| 1954                                         | 7°                  | Atlético Nacional (1) Antioquia         | Todos contra todos         | Deportes Quindío (2) Caldas              | Fernando Paternoster (1)    | Carlos Alberto Gambina                                    | 21                   | 10                   |                      |
| 1955                                         | 8°                  | Independiente Medellín (1) Antioquia    | Todos contra todos         | Atlético Nacional (1) Antioquia          | Delfín Benítez Cáceres (1)  | Felipe Marino                                             | 22                   | 10                   |                      |
| 1956                                         | 9°                  | Deportes Quindío (1) Caldas             | Todos contra todos         | Millonarios (2) Bogotá                   | Francisco Lombardo (1)      | Jaime Gutiérrez                                           | 21                   | 13                   |                      |
| 1957                                         | 10°                 | Independiente Medellín (2) Antioquia    | Final vs. Cúcuta Deportivo | Deportes Tolima (1) Tolima               | René Seghini (1)            | José Vicente Grecco                                       | 30                   | 12                   |                      |
| 1958                                         | 11°                 | Santa Fe (2) Bogotá                     | Todos contra todos         | Millonarios (3) Bogotá                   | Julio Tocker (1)            | José Américo Montanini                                    | 36                   | 12                   |                      |
| 1959                                         | 12°                 | Millonarios (5) Bogotá                  | Todos contra todos         | Independiente Medellín (1) Antioquia     | Gabriel Ochoa Uribe (1)     | Felipe Marino                                             | 35                   | 12                   |                      |
| 1960                                         | 13°                 | Santa Fe (3) Bogotá                     | Todos contra todos         | América de Cali (1) Valle del Cauca      | Julio Tocker (2)            | Wálter Marcolini                                          | 30                   | 12                   |                      |
| 1961                                         | 14°                 | Millonarios (6) Bogotá                  | Todos contra todos         | Independiente Medellín (2) Antioquia     | Gabriel Ochoa Uribe (2)     | Alberto Perazzo                                           | 32                   | 12                   |                      |
| 1962                                         | 15°                 | Millonarios (7) Bogotá                  | Todos contra todos         | Deportivo Cali (2) Valle del Cauca       | Gabriel Ochoa Uribe (3)     | José Omar Verdún                                          | 36                   | 12                   |                      |
| 1963                                         | 16°                 | Millonarios (8) Bogotá                  | Todos contra todos         | Santa Fe (1) Bogotá                      | Gabriel Ochoa Uribe (4)     | José Omar Verdún Omar Lorenzo Devanni                     | 36                   | 13                   |                      |
| 1964                                         | 17°                 | Millonarios (9) Bogotá                  | Todos contra todos         | Cúcuta Deportivo (1) Norte de Santander  | Efraín Sánchez (1)          | Omar Lorenzo Devanni                                      | 28                   | 13                   |                      |
| 1965                                         | 18°                 | Deportivo Cali (1) Valle del Cauca      | Todos contra todos         | Atlético Nacional (2) Antioquia          | Francisco Villegas (1)      | Perfecto Rodríguez                                        | 38                   | 13                   |                      |
| 1966                                         | 19°                 | Santa Fe (4) Bogotá                     | Todos contra todos         | Independiente Medellín (3) Antioquia     | Gabriel Ochoa Uribe (5)     | Omar Lorenzo Devanni                                      | 31                   | 14                   |                      |
| 1967                                         | 20°                 | Deportivo Cali (2) Valle del Cauca      | Todos contra todos         | Millonarios (4) Bogotá                   | Francisco Villegas (2)      | José María Ferrero                                        | 38                   | 14                   |                      |
| 1968                                         | 21°                 | Unión Magdalena (1) Magdalena           | 1:0 2:2                    | Deportivo Cali (3) Valle del Cauca       | Antonio Julio de la Hoz (1) | José María Ferrero                                        | 32                   | 14                   |                      |
| 1969                                         | 22°                 | Deportivo Cali (3) Valle del Cauca      | Triangular final           | América de Cali (2) Valle del Cauca      | Francisco Villegas (3)      | Hugo Horacio Lóndero                                      | 24                   | 14                   |                      |
| 1970                                         | 23°                 | Deportivo Cali (4) Valle del Cauca      | Cuadrangular final         | Junior (2) Atlántico                     | Roberto Reskín (1)          | José María Ferrero Walter Sossa                           | 27                   | 14                   |                      |
| 1971                                         | 24°                 | Santa Fe (5) Bogotá                     | 0:0 3:2                    | Atlético Nacional (3) Antioquia          | Vladimir Popović (1)        | Hugo Horacio Lóndero Apolinar Paniagua                    | 27                   | 14                   |                      |
| 1972                                         | 25°                 | Millonarios (10) Bogotá                 | Triangular final           | Deportivo Cali (4) Valle del Cauca       | Gabriel Ochoa Uribe (6)     | Hugo Horacio Lóndero                                      | 30                   | 14                   |                      |
| 1973                                         | 26°                 | Atlético Nacional (2) Antioquia         | Triangular final           | Millonarios (5) Bogotá                   | César López Fretes (1)      | Nelson Silva Pacheco                                      | 36                   | 14                   |                      |
| 1974                                         | 27°                 | Deportivo Cali (5) Valle del Cauca      | Hexagonal final            | Atlético Nacional (4) Antioquia          | Vladimir Popović (2)        | Víctor Ephanor                                            | 33                   | 14                   |                      |
| 1975                                         | 28°                 | Santa Fe (6) Bogotá                     | Hexagonal final            | Millonarios (6) Bogotá                   | Francisco Hormazábal (1)    | Jorge Ramón Cáceres                                       | 35                   | 14                   |                      |
| 1976                                         | 29°                 | Atlético Nacional (3) Antioquia         | Hexagonal final            | Deportivo Cali (5) Valle del Cauca       | Osvaldo Zubeldía (1)        | Miguel Ángel Converti                                     | 33                   | 14                   |                      |
| 1977                                         | 30°                 | Junior (1) Atlántico                    | Hexagonal final            | Deportivo Cali (6) Valle del Cauca       | Juan Ramón Verón (1)        | Oswaldo Palavecino                                        | 30                   | 14                   |                      |
| 1978                                         | 31°                 | Millonarios (11) Bogotá                 | Cuadrangular final         | Deportivo Cali (7) Valle del Cauca       | Pedro Dellacha (1)          | Oswaldo Palavecino                                        | 36                   | 14                   |                      |
| 1979                                         | 32°                 | América de Cali (1) Valle del Cauca     | Cuadrangular final         | Santa Fe (2) Bogotá                      | Gabriel Ochoa Uribe (7)     | Juan José Irigoyen                                        | 33                   | 14                   |                      |
| 1980                                         | 33°                 | Junior (2) Atlántico                    | Cuadrangular final         | Deportivo Cali (8) Valle del Cauca       | José Varacka (1)            | Sergio Cierra                                             | 26                   | 14                   |                      |
| 1981                                         | 34°                 | Atlético Nacional (4) Antioquia         | Cuadrangular final         | Deportes Tolima (2) Tolima               | Osvaldo Zubeldía (2)        | Víctor Hugo del Río                                       | 29                   | 14                   |                      |
| 1982                                         | 35°                 | América de Cali (2) Valle del Cauca     | Octogonal final            | Deportes Tolima (3) Tolima               | Gabriel Ochoa Uribe (8)     | Miguel Oswaldo González                                   | 27                   | 14                   |                      |
| 1983                                         | 36°                 | América de Cali (3) Valle del Cauca     | Octogonal final            | Junior (3) Atlántico                     | Gabriel Ochoa Uribe (9)     | Hugo Gottardi                                             | 29                   | 14                   |                      |
| 1984                                         | 37°                 | América de Cali (4) Valle del Cauca     | Octogonal final            | Millonarios (7) Bogotá                   | Gabriel Ochoa Uribe (10)    | Hugo Gottardi                                             | 23                   | 14                   |                      |
| 1985                                         | 38°                 | América de Cali (5) Valle del Cauca     | Octogonal final            | Deportivo Cali (9) Valle del Cauca       | Gabriel Ochoa Uribe (11)    | Miguel Oswaldo González                                   | 33                   | 14                   |                      |
| 1986                                         | 39°                 | América de Cali (6) Valle del Cauca     | Octogonal final            | Deportivo Cali (10) Valle del Cauca      | Gabriel Ochoa Uribe (12)    | Héctor Sosa                                               | 23                   | 14                   |                      |
| 1987                                         | 40°                 | Millonarios (12) Bogotá                 | Octogonal final            | América de Cali (3) Valle del Cauca      | Luis Augusto García (1)     | Jorge Aravena                                             | 23                   | 14                   |                      |
| 1988                                         | 41°                 | Millonarios (13) Bogotá                 | Octogonal final            | Atlético Nacional (5) Antioquia          | Luis Augusto García (2)     | Sergio Angulo                                             | 29                   | 15                   |                      |
| 1989                                         | 42°                 | Campeonato cancelado                    | Campeonato cancelado       | Campeonato cancelado                     | Campeonato cancelado        | Campeonato cancelado                                      | Campeonato cancelado | Campeonato cancelado | Campeonato cancelado |
| 1990                                         | 43°                 | América de Cali (7) Valle del Cauca     | Cuadrangular final         | Atlético Nacional (6) Antioquia          | Gabriel Ochoa Uribe (13)    | Antony de Ávila                                           | 25                   | 15                   |                      |
| 1991                                         | 44°                 | Atlético Nacional (5) Antioquia         | Cuadrangular final         | América de Cali (4) Valle del Cauca      | Hernán Darío Gómez (1)      | Iván René Valenciano                                      | 30                   | 15                   |                      |
| 1992                                         | 45°                 | América de Cali (8) Valle del Cauca     | Cuadrangular final         | Atlético Nacional (7) Antioquia          | Francisco Maturana (1)      | John Jairo Tréllez                                        | 25                   | 16                   |                      |
| 1993                                         | 46°                 | Junior (3) Atlántico                    | Cuadrangular final         | Independiente Medellín (4) Antioquia     | Julio Comesaña (1)          | Niche Guerrero                                            | 34                   | 16                   |                      |
| 1994                                         | 47°                 | Atlético Nacional (6) Antioquia         | Cuadrangular final         | Millonarios (8) Bogotá                   | Juan José Peláez (1)        | Rubén Darío Hernández                                     | 32                   | 16                   |                      |
| 1995                                         | 48°                 | Junior (4) Atlántico                    | Todos contra todos         | América de Cali (5) Valle del Cauca      | Carlos Restrepo (1)         | Iván René Valenciano                                      | 24                   | 16                   |                      |
| 1995-96                                      | 49°                 | Deportivo Cali (6) Valle del Cauca      | Cuadrangular final         | Millonarios (9) Bogotá                   | Fernando Castro (1)         | Iván René Valenciano                                      | 36                   | 16                   |                      |
| 1996-97                                      | 50°                 | América de Cali (9) Valle del Cauca     | 1:0 2:0                    | Atlético Bucaramanga (1) Santander       | Luis Augusto García (3)     | Hamilton Ricard                                           | 36                   | 16                   |                      |
| 1998                                         | 51°                 | Deportivo Cali (7) Valle del Cauca      | 4:0 0:0                    | Once Caldas (1) Caldas                   | José Eugenio Hernández (1)  | Víctor Bonilla                                            | 37                   | 16                   |                      |
| 1999                                         | 52°                 | Atlético Nacional (7) Antioquia         | 1:1 0:0 (4:2 pen.)         | América de Cali (6) Valle del Cauca      | Luis Fernando Suárez (1)    | Sergio Galván                                             | 26                   | 16                   |                      |
| 2000                                         | 53°                 | América de Cali (10) Valle del Cauca    | Cuadrangular final         | Junior (4) Atlántico                     | Jaime de la Pava (1)        | Carlos Castro                                             | 24                   | 16                   |                      |
| 2001                                         | 54°                 | América de Cali (11) Valle del Cauca    | 1:0 2:0                    | Independiente Medellín (5) Antioquia     | Jaime de la Pava (2)        | Carlos Castro Jorge Serna                                 | 29                   | 16                   |                      |
| Torneo Apertura (I) Torneo Finalización (II) |                     |                                         |                            |                                          |                             |                                                           |                      |                      |                      |
| 2002-I                                       | 55°                 | América de Cali (12) Valle del Cauca    | 2:1 1:0                    | Atlético Nacional (8) Antioquia          | Jaime de la Pava (3)        | Luis Zuleta                                               | 13                   | 18                   |                      |
| 2002-II                                      | 56°                 | Independiente Medellín (3) Antioquia    | 2:0 1:1                    | Deportivo Pasto (1) Nariño               | Víctor Luna (1)             | Orlando Ballesteros Milton Rodríguez                      | 13                   | 18                   |                      |
| 2003-I                                       | 57°                 | Once Caldas (2) Caldas                  | 0:0 1:0                    | Junior (5) Atlántico                     | Luis Fernando Montoya (1)   | Arnulfo Valentierra                                       | 13                   | 18                   |                      |
| 2003-II                                      | 58°                 | Deportes Tolima (1) Tolima              | 2:0 1:3 (4:2 pen.)         | Deportivo Cali (11) Valle del Cauca      | Luis Augusto García (4)     | Léider Preciado                                           | 17                   | 18                   |                      |
| 2004-I                                       | 59°                 | Independiente Medellín (4) Antioquia    | 2:1 0:0                    | Atlético Nacional (9) Antioquia          | Pedro Sarmiento (1)         | Sergio Herrera                                            | 13                   | 18                   |                      |
| 2004-II                                      | 60°                 | Junior (5) Atlántico                    | 3:0 2:5 (5:4 pen.)         | Atlético Nacional (10) Antioquia         | Miguel Ángel López (1)      | Leonardo Moreno Léider Preciado                           | 15                   | 18                   |                      |
| 2005-I                                       | 61°                 | Atlético Nacional (8) Antioquia         | 0:0 2:0                    | Santa Fe (3) Bogotá                      | Santiago Escobar (1)        | Víctor Aristizábal                                        | 16                   | 18                   |                      |
| 2005-II                                      | 62°                 | Deportivo Cali (8) Valle del Cauca      | 2:0 1:0                    | Real Cartagena (1) Bolívar               | Pedro Sarmiento (2)         | Jámerson Rentería Hugo Rodallega                          | 12                   | 18                   |                      |
| 2006-I                                       | 63°                 | Deportivo Pasto (1) Nariño              | 1:0 1:1                    | Deportivo Cali (12) Valle del Cauca      | Óscar Héctor Quintabani (1) | Jorge Díaz                                                | 15                   | 18                   |                      |
| 2006-II                                      | 64°                 | Cúcuta Deportivo (1) Norte de Santander | 1:0 1:1                    | Deportes Tolima (4) Tolima               | Jorge Luis Pinto (1)        | Diego Álvarez John Charria                                | 11                   | 18                   |                      |
| 2007-I                                       | 65°                 | Atlético Nacional (9) Antioquia         | 1:0 2:1                    | Atlético Huila (1) Huila                 | Óscar Héctor Quintabani (2) | Freddy Montero Sergio Galván                              | 13                   | 18                   |                      |
| 2007-II                                      | 66°                 | Atlético Nacional (10) Antioquia        | 3:0 0:0                    | La Equidad (1) Bogotá                    | Óscar Héctor Quintabani (3) | Dayro Moreno                                              | 16                   | 18                   |                      |
| 2008-I                                       | 67°                 | Boyacá Chicó (1) Boyacá                 | 1:1 (4:2 pen.)             | América de Cali (7) Valle del Cauca      | Alberto Gamero (1)          | Miguel Caneo Iván Velásquez                               | 13                   | 18                   |                      |
| 2008-II                                      | 68°                 | América de Cali (13) Valle del Cauca    | 1:0 3:1                    | Independiente Medellín (6) Antioquia     | Diego Edison Umaña (1)      | Freddy Montero                                            | 16                   | 18                   |                      |
| 2009-I                                       | 69°                 | Once Caldas (3) Caldas                  | 2:1 3:1                    | Junior (6) Atlántico                     | Javier Álvarez (1)          | Teófilo Gutiérrez                                         | 16                   | 18                   |                      |
| 2009-II                                      | 70°                 | Independiente Medellín (5) Antioquia    | 1:0 2:2                    | Atlético Huila (2) Huila                 | Leonel Álvarez (1)          | Jackson Martínez                                          | 18                   | 18                   |                      |
| 2010-I                                       | 71°                 | Junior (6) Atlántico                    | 0:1 3:1                    | La Equidad (2) Bogotá                    | Diego Edison Umaña (2)      | Carlos Bacca Carlos Rentería                              | 12                   | 18                   |                      |
| 2010-II                                      | 72°                 | Once Caldas (4) Caldas                  | 1:2 3:1                    | Deportes Tolima (5) Tolima               | Juan Carlos Osorio (1)      | Wilder Medina Dayro Moreno                                | 16                   | 18                   |                      |
| 2011-I                                       | 73°                 | Atlético Nacional (11) Antioquia        | 1:2 2:1 (3:2 pen.)         | La Equidad (3) Bogotá                    | Santiago Escobar (2)        | Carlos Rentería                                           | 12                   | 18                   |                      |
| 2011-II                                      | 74°                 | Junior (7) Atlántico                    | 3:2 1:2 (4:2 pen.)         | Once Caldas (2) Caldas                   | José Eugenio Hernández (2)  | Carlos Bacca                                              | 12                   | 18                   |                      |
| 2012-I                                       | 75°                 | Santa Fe (7) Bogotá                     | 1:1 1:0                    | Deportivo Pasto (2) Nariño               | Wilson Gutiérrez (1)        | Robin Ramírez                                             | 13                   | 18                   |                      |
| 2012-II                                      | 76°                 | Millonarios (14) Bogotá                 | 0:0 1:1 (5:4 pen.)         | Independiente Medellín (7) Antioquia     | Hernán Torres (1)           | Germán Cano Henry Hernández Carmelo Valencia              | 9                    | 18                   |                      |
| 2013-I                                       | 77°                 | Atlético Nacional (12) Antioquia        | 0:0 2:0                    | Santa Fe (4) Bogotá                      | Juan Carlos Osorio (2)      | Wilder Medina                                             | 12                   | 18                   |                      |
| 2013-II                                      | 78°                 | Atlético Nacional (13) Antioquia        | 0:0 2:0                    | Deportivo Cali (13) Valle del Cauca      | Juan Carlos Osorio (3)      | Dayro Moreno Luis Carlos Ruiz                             | 16                   | 18                   |                      |
| 2014-I                                       | 79°                 | Atlético Nacional (14) Antioquia        | 0:1 2:1 (4:2 pen.)         | Junior (7) Atlántico                     | Juan Carlos Osorio (4)      | Dayro Moreno                                              | 13                   | 18                   |                      |
| 2014-II                                      | 80°                 | Santa Fe (8) Bogotá                     | 2:1 1:1                    | Independiente Medellín (8) Antioquia     | Gustavo Costas (1)          | Germán Cano                                               | 16                   | 18                   |                      |
| 2015-I                                       | 81°                 | Deportivo Cali (9) Valle del Cauca      | 1:0 1:1                    | Independiente Medellín (9) Antioquia     | Fernando Castro (2)         | Fernando Uribe                                            | 15                   | 20                   |                      |
| 2015-II                                      | 82°                 | Atlético Nacional (15) Antioquia        | 1:2 1:0 (3:2 pen.)         | Junior (8) Atlántico                     | Reinaldo Rueda (1)          | Jefferson Duque                                           | 15                   | 20                   |                      |
| 2016-I                                       | 83°                 | Independiente Medellín (6) Antioquia    | 1:1 2:0                    | Junior (9) Atlántico                     | Leonel Álvarez (2)          | Miguel Borja                                              | 19                   | 20                   |                      |
| 2016-II                                      | 84°                 | Santa Fe (9) Bogotá                     | 0:0 1:0                    | Deportes Tolima (6) Tolima               | Gustavo Costas (2)          | Ayron del Valle                                           | 12                   | 20                   |                      |
| 2017-I                                       | 85°                 | Atlético Nacional (16) Antioquia        | 0:2 5:1                    | Deportivo Cali (14) Valle del Cauca      | Reinaldo Rueda (2)          | Dayro Moreno                                              | 14                   | 20                   |                      |
| 2017-II                                      | 86°                 | Millonarios (15) Bogotá                 | 1:0 2:2                    | Santa Fe (5) Bogotá                      | Miguel Ángel Russo (1)      | Ayron del Valle Yimmi Chará Dayro Moreno Carmelo Valencia | 11                   | 20                   |                      |
| 2018-I                                       | 87°                 | Deportes Tolima (2) Tolima              | 0:1 2:1 (4:2 pen.)         | Atlético Nacional (11) Antioquia         | Alberto Gamero (2)          | Germán Cano                                               | 12                   | 20                   |                      |
| 2018-II                                      | 88°                 | Junior (8) Atlántico                    | 4:1 1:3                    | Independiente Medellín (10) Antioquia    | Julio Comesaña (2)          | Germán Cano                                               | 20                   | 20                   |                      |
| 2019-I                                       | 89°                 | Junior (9) Atlántico                    | 1:0 0:1 (5:4 pen.)         | Deportivo Pasto (3) Nariño               | Julio Comesaña (3)          | Germán Cano                                               | 20                   | 20                   |                      |
| 2019-II                                      | 90°                 | América de Cali (14) Valle del Cauca    | 0:0 2:0                    | Junior (10) Atlántico                    | Alexandre Guimarães (1)     | Germán Cano Michael Rangel                                | 13                   | 20                   |                      |
| 2020                                         | 91°                 | América de Cali (15) Valle del Cauca    | 3:0 0:2                    | Santa Fe (6) Bogotá                      | Juan Cruz Real (1)          | Miguel Borja                                              | 14                   | 20                   |                      |
| 2021-I                                       | 92°                 | Deportes Tolima (3) Tolima              | 1:1 2:1                    | Millonarios (10) Bogotá                  | Hernán Torres (2)           | Jefferson Duque Fernando Uribe Diego Herazo               | 11                   | 19                   |                      |
| 2021-II                                      | 93°                 | Deportivo Cali (10) Valle del Cauca     | 1:1 2:1                    | Deportes Tolima (7) Tolima               | Rafael Dudamel (1)          | Harold Preciado                                           | 13                   | 20                   |                      |
| 2022-I                                       | 94°                 | Atlético Nacional (17) Antioquia        | 3:1 1:2                    | Deportes Tolima (8) Tolima               | Hernán Herrera (1)          | Dayro Moreno                                              | 13                   | 20                   |                      |
| 2022-II                                      | 95°                 | Deportivo Pereira (1) Risaralda         | 1:1 0:0 (4:3 pen.)         | Independiente Medellín (11) Antioquia    | Alejandro Restrepo (1)      | Leonardo Castro                                           | 15                   | 20                   |                      |
| 2023-I                                       | 96°                 | Millonarios (16) Bogotá                 | 0:0 1:1 (3:2 pen.)         | Atlético Nacional (12) Antioquia         | Alberto Gamero (3)          | Marco Pérez                                               | 13                   | 20                   |                      |
| 2023-II                                      | 97°                 | Junior (10) Atlántico                   | 3:2 1:2 (5:3 pen.)         | Independiente Medellín (12) Antioquia    | Arturo Reyes (1)            | Carlos Bacca                                              | 18                   | 20                   |                      |
| 2024-I                                       | 98°                 | Atlético Bucaramanga (1) Santander      | 1:0 2:3 (6:5 pen.)         | Santa Fe (7) Bogotá                      | Rafael Dudamel (2)          | Carlos Bacca Hugo Rodallega                               | 12                   | 20                   |                      |
| 2024-II                                      | 99°                 | Atlético Nacional (18) Antioquia        | 1:1 2:0                    | Deportes Tolima (9) Tolima               | Efraín Juárez (1)           | Daniel Moreno                                             | 17                   | 20                   |                      |
| 2025-I                                       | 100°                | Santa Fe (10) Bogotá                    | 0:0 2:1                    | Independiente Medellín (13) Antioquia    | Jorge Bava (1)              | Hugo Rodallega                                            | 16                   | 20                   |                      |

     Nombre oficial del torneo.

     Campeonato cancelado.

Nota: pen. = Tiros desde el punto penal. - (# en paréntesis) = Número total de títulos obtenidos durante temporadas

## Palmarés
| Club                   | Títulos | Subtítulos | Años campeón | Años subcampeón                                                                                      |
| ---------------------- | ------- | ---------- | --- | --- |
| Atlético Nacional      | 18      | 12         | 1954, 1973, 1976, 1981, 1991, 1994, 1999, 2005-I, 2007-I, 2007-II, 2011-I, 2013-I, 2013-II, 2014-I, 2015-II, 2017-I, 2022-I y 2024-II. | 1955, 1965, 1971, 1974, 1988, 1990, 1992, 2002-I, 2004-I, 2004-II, 2018-I y 2023-I.                  |
| Millonarios            | 16      | 10         | 1949, 1951, 1952, 1953, 1959, 1961, 1962, 1963, 1964, 1972, 1978, 1987, 1988, 2012-II, 2017-II y 2023-I.                               | 1950, 1956, 1958, 1967, 1973, 1975, 1984, 1994, 1995-96 y 2021-I.                                    |
| América de Cali        | 15      | 7          | 1979, 1982, 1983, 1984, 1985, 1986, 1990, 1992, 1996-97, 2000, 2001, 2002-I, 2008-II, 2019-II y 2020.                                  | 1960, 1969, 1987, 1991, 1995, 1999 y 2008-I.                                                         |
| Deportivo Cali         | 10      | 14         | 1965, 1967, 1969, 1970, 1974, 1995-96, 1998, 2005-II, 2015-I y 2021-II.                                                                | 1949, 1962, 1968, 1972, 1976, 1977, 1978, 1980, 1985, 1986, 2003-II, 2006-I, 2013-II y 2017-I.       |
| Junior                 | 10      | 10         | 1977, 1980, 1993, 1995, 2004-II, 2010-I, 2011-II, 2018-II, 2019-I y 2023-II.                                                           | 1948, 1970, 1983, 2000, 2003-I, 2009-I, 2014-I, 2015-II, 2016-I y 2019-II.                           |
| Santa Fe               | 10      | 7          | 1948, 1958, 1960, 1966, 1971, 1975, 2012-I, 2014-II, 2016-II y 2025-I.                                                                 | 1963, 1979, 2005-I, 2013-I, 2017-II, 2020 y 2024-I.                                                  |
| Independiente Medellín | 6       | 13         | 1955, 1957, 2002-II, 2004-I, 2009-II y 2016-I.                                                                                         | 1959, 1961, 1966, 1993, 2001, 2008-II, 2012-II, 2014-II, 2015-I, 2018-II, 2022-II, 2023-II y 2025-I. |
| Once Caldas            | 4       | 2          | 1950, 2003-I, 2009-I y 2010-II. | 1998 y 2011-II.                                                                                      |
| Deportes Tolima        | 3       | 9          | 2003-II, 2018-I y 2021-I. | 1957, 1981, 1982, 2006-II, 2010-II, 2016-II, 2021-II, 2022-I y 2024-II.                              |
| Deportivo Pasto        | 1       | 3          | 2006-I. | 2002-II, 2012-I y 2019-I.                                                                            |
| Deportes Quindío       | 1       | 2          | 1956. | 1953 y 1954.                                                                                         |
| Cúcuta Deportivo       | 1       | 1          | 2006-II. | 1964.                                                                                                |
| Atlético Bucaramanga   | 1       | 1          | 2024-I. | 1996-97.                                                                                             |
| Unión Magdalena        | 1       | 0          | 1968. | |
| Boyacá Chicó           | 1       | 0          | 2008-I. | |
| Deportivo Pereira      | 1       | 0          | 2022-II. | |
| La Equidad             | 0       | 3          | | 2007-II, 2010-I y 2011-I.                                                                            |
| Boca Juniors de Cali   | 0       | 2          | | 1951 y 1952.                                                                                         |
| Atlético Huila         | 0       | 2          | | 2007-I y 2009-II.                                                                                    |
| Real Cartagena         | 0       | 1          | | 2005-II.                                                                                             |

### Títulos por departamento
| Departamento       | Títulos | Títulos                                           | Subtítulos | Subtítulos                                                       |
| ------------------ | ------- | ------------------------------------------------- | ---------- | ---------------------------------------------------------------- |
| Bogotá             | 26      | Millonarios (16) Santa Fe (10)                    | 20         | Millonarios (10) Santa Fe (7) La Equidad (3)                     |
| Valle del Cauca    | 25      | América de Cali (15) Deportivo Cali (10)          | 23         | Deportivo Cali (14) América de Cali (7) Boca Juniors de Cali (2) |
| Antioquia          | 24      | Atlético Nacional (18) Independiente Medellín (6) | 25         | Independiente Medellín (13) Atlético Nacional (12)               |
| Atlántico          | 10      | Junior (10)                                       | 10         | Junior (10)                                                      |
| Caldas             | 4       | Once Caldas (4)                                   | 2          | Once Caldas (2)                                                  |
| Tolima             | 3       | Deportes Tolima (3)                               | 9          | Deportes Tolima (9)                                              |
| Nariño             | 1       | Deportivo Pasto (1)                               | 3          | Deportivo Pasto (3)                                              |
| Quindío            | 1       | Deportes Quindío (1)                              | 2          | Deportes Quindío (2)                                             |
| Norte de Santander | 1       | Cúcuta Deportivo (1)                              | 1          | Cúcuta Deportivo (1)                                             |
| Santander          | 1       | Atlético Bucaramanga (1)                          | 1          | Atlético Bucaramanga (1)                                         |
| Boyacá             | 1       | Boyacá Chicó (1)                                  | 0          |                                                                  |
| Magdalena          | 1       | Unión Magdalena (1)                               | 0          |                                                                  |
| Risaralda          | 1       | Deportivo Pereira (1)                             | 0          |                                                                  |
| Huila              | 0       |                                                   | 2          | Atlético Huila (2)                                               |
| Bolívar            | 0       |                                                   | 1          | Real Cartagena (1)                                               |

### Campeones consecutivos
| Pentacampeonatos | Pentacampeonatos | Pentacampeonatos             | Pentacampeonatos |
| Club             | Veces            | Años campeón                 |                  |
| ---------------- | ---------------- | ---------------------------- | ---------------- |
| América de Cali  | 1                | 1982, 1983, 1984, 1985, 1986 |                  |

| Tetracampeonatos | Tetracampeonatos | Tetracampeonatos       | Tetracampeonatos |
| Club             | Veces            | Años campeón           |                  |
| ---------------- | ---------------- | ---------------------- | ---------------- |
| Millonarios      | 1                | 1961, 1962, 1963, 1964 |                  |

| Tricampeonatos    | Tricampeonatos | Tricampeonatos          | Tricampeonatos |
| Club              | Veces          | Años campeón            |                |
| ----------------- | -------------- | ----------------------- | -------------- |
| Millonarios       | 1              | 1951, 1952, 1953        |                |
| América de Cali   | 1              | 2000, 2001, 2002-I      |                |
| Atlético Nacional | 1              | 2013-I, 2013-II, 2014-I |                |

| Bicampeonatos     | Bicampeonatos | Bicampeonatos   | Bicampeonatos |
| Club              | Veces         | Años campeón    |               |
| ----------------- | ------------- | --------------- | ------------- |
| Deportivo Cali    | 1             | 1969, 1970      |               |
| Millonarios       | 1             | 1987, 1988      |               |
| Atlético Nacional | 1             | 2007-I, 2007-II |               |
| Junior            | 1             | 2018-II, 2019-I |               |
| América de Cali   | 1             | 2019-II, 2020   |               |

## Estadísticas

### Clasificación histórica
La Clasificación histórica de la Categoría Primera A es un resumen estadístico del primer torneo del fútbol profesional colombiano, desde su fundación en 1948. La tabla muestra un resumen de los 10 mejores equipos posicionados en esta competición. La puntuación se ha realizado aplicando la regla de 3 puntos por victoria y uno por empate, tal cual como se realiza en los conteos oficiales de la FIFA.
- Actualizado al 29 de junio de 2025 (Apertura 2025). En negrita los equipos actualmente en Primera División.

| Pos. | Equipos                | Temp. |    |    | PJ   | PG   | PE   | PP   | GF   | GC   | DG    | Puntos  | Pts. x3 |
| ---- | ---------------------- | ----- | -- | -- | ---- | ---- | ---- | ---- | ---- | ---- | ----- | ------- | ------- |
| 1.   | Millonarios            | 100   | 16 | 10 | 3544 | 1584 | 1014 | 946  | 5574 | 4077 | +1497 | 4747    | 5766    |
| 2.   | Atlético Nacional      | 100   | 18 | 12 | 3670 | 1538 | 1025 | 1107 | 5383 | 4508 | +875  | 4748,25 | 5639    |
| 3.   | Deportivo Cali         | 97    | 10 | 14 | 3470 | 1478 | 1017 | 975  | 5267 | 4166 | +1101 | 4551,25 | 5451    |
| 4.   | América de Cali        | 89    | 15 | 7  | 3347 | 1372 | 972  | 1003 | 4904 | 4082 | +822  | 4220,25 | 5088    |
| 5.   | Santa Fe               | 100   | 10 | 7  | 3471 | 1344 | 1038 | 1089 | 5200 | 4557 | +643  | 4228,5  | 5070    |
| 6.   | Independiente Medellín | 96    | 6  | 13 | 3340 | 1253 | 984  | 1103 | 4633 | 4221 | +412  | 4018    | 4743    |
| 7.   | Junior                 | 87    | 10 | 10 | 3121 | 1239 | 907  | 975  | 4383 | 3801 | +582  | 3925,25 | 4624    |
| 8.   | Once Caldas            | 86    | 4  | 2  | 3005 | 1035 | 907  | 1063 | 3974 | 3964 | +10   | 3452,25 | 4012    |
| 9.   | Deportes Tolima        | 92    | 3  | 9  | 3184 | 1005 | 974  | 1205 | 3884 | 4334 | -450  | 3561,5  | 3989    |
| 10.  | Atlético Bucaramanga   | 80    | 1  | 1  | 2873 | 891  | 843  | 1139 | 3465 | 4082 | -617  | 2917    | 3516    |

### Tabla histórica de goleadores
En el fútbol colombiano se entrega al término de cada torneo el premio del botín de oro al máximo goleador. Asimismo, se realizan menciones en medios de comunicación acerca de los mejores jugadores de la temporada sin que se entregue alguna distinción adicional.
Resumen de los principales anotadores históricos en el campeonato local colombiano:
| Posición                                   | Futbolista                 | Nacionalidad | Goles | Clubes (Goles) |
| ------------------------------------------ | -------------------------- | ------------ | ----- | --- |
| 1                                          | Dayro Moreno               | Colombia     | 251   | Once Caldas (145), Junior (11), Millonarios (29), Atlético Nacional (44), Atlético Bucaramanga (22)                                                                    |
| 2                                          | Sergio Galván Rey          | Argentina    | 224   | Once Caldas (160), Atlético Nacional (53), América de Cali (8), Santa Fe (3).                                                                                          |
| 3                                          | Iván René Valenciano       | Colombia     | 217   | Junior (157), Unicosta (2), Independiente Medellín (35), Atlético Bucaramanga (9), Deportivo Cali (5), Real Cartagena, (2), Unión Magdalena (6), Deportes Quindío (1). |
| 4                                          | Hugo Horacio Lóndero       | Argentina    | 211   | América de Cali (24), Cúcuta Deportivo (70), Atlético Nacional (73), Independiente Medellín (29), Deportivo Pereira (14)                                               |
| 5                                          | Omar Lorenzo Devanni       | Argentina    | 205   | Atlético Bucaramanga (40), Unión Magdalena (29), Santa Fe (82), Independiente Medellín (26), Once Caldas (28)                                                          |
| 6                                          | Oswaldo Marcial Palavecino | Argentina    | 204   | Once Caldas (52), Atlético Nacional (84), Independiente Medellín (7), Santa Fe (25), Millonarios (19), Cúcuta Deportivo (17), Deportes Tolima (0)                      |
| 7                                          | Jorge Ramírez Gallego      | Colombia     | 201   | Millonarios (6), Deportes Quindío (15), Deportivo Cali (161), Deportes Tolima (19)                                                                                     |
| 8                                          | Victor Hugo Aristizábal    | Colombia     | 187   | Atlético Nacional (173), Deportivo Cali (14) |
| 9                                          | Arnoldo Iguarán            | Colombia     | 186   | Cúcuta Deportivo (57), Deportes Tolima (4), Santa Fe (3), Millonarios (120), Junior (3)                                                                                |
| 10                                         | Willington Ortiz           | Colombia     | 184   | Millonarios (90), Deportivo Cali (44), América de Cali (50) |
| 10                                         | José Omar Verdún           | Uruguay      | 184   | Cúcuta Deportivo (169), Atlético Bucaramanga (8), Real Cartagena (7)                                                                                                   |
| Estadísticas hasta el 20 de julio de 2025. |                            |              |       | |

- No se incluyen goles anotados en competiciones de Primera B (torneo nacional de segunda división), ni en Copa Colombia (torneo que enfrenta a clubes de la Primera A y B).

### Jugadores con mayor cantidad de encuentros disputados
| Posición                                   | Futbolista             | Nacionalidad | Partidos | Clubes (PJ) |
| ------------------------------------------ | ---------------------- | ------------ | -------- | --- |
| 1                                          | Gabriel Berdugo        | Colombia     | 733      | América de Cali (177), Junior (376), Unión Magdalena (54), Once Caldas (126)                                                                            |
| 2                                          | Alexis García          | Colombia     | 713      | Once Caldas (266), Atlético Nacional (447) |
| 3                                          | Arturo Segovia         | Colombia     | 706      | Deportes Tolima (153), Junior (202), América de Cali (38), Millonarios (313)                                                                            |
| 4                                          | Juan Carlos Ramírez    | Colombia     | 690      | Envigado FC (237), Independiente Medellín (72), Junior (115), Atlético Nacional (121), Santa Fe (86), Deportes Tolima (59)                              |
| 5                                          | Jorge "Hacha" Bermúdez | Colombia     | 682      | Deportes Quindío (608), Deportivo Pereira (30), Santa Fe (44)                                                                                           |
| 6                                          | Misael "Papo" Flórez   | Colombia     | 652      | Atlético Bucaramanga (477), Real Cartagena (40), Deportivo Pereira ( ), Junior ( ), Independiente Medellín ( ), Cúcuta Deportivo ( )                    |
| 7                                          | Miguel Escobar         | Colombia     | 649      | Deportivo Pereira (51), Deportivo Cali (537), Santa Fe (61)                                                                                             |
| 8                                          | Juan Carlos Henao      | Colombia     | 641      | Once Caldas (550), Atlético Bucaramanga (25), Millonarios (39), Real Cartagena (27)                                                                     |
| 9                                          | Christian Marrugo      | Colombia     | 630      | Atlético Nacional (90), Santa Fe (86), Deportes Tolima (193), Deportivo Cali (13), Independiente Medellín (144), Millonarios (36), Águilas Doradas (68) |
| 10                                         | Andrés Pérez           | Colombia     | 624      | Millonarios (219), Deportivo Cali (342), Santa Fe (63)                                                                                                  |
| Estadísticas hasta el 22 de marzo de 2025. |                        |              |          | |

### Técnicos más ganadores
| Pos. | Técnico             | Nacionalidad | Cantidad | Años                                                                          |
| ---- | ------------------- | ------------ | -------- | ----------------------------------------------------------------------------- |
| 1    | Gabriel Ochoa Uribe | Colombia     | 13       | 1959, 1961, 1962, 1963, 1966, 1972, 1979, 1982, 1983, 1984, 1985, 1986, 1990. |
| 2    | Juan Carlos Osorio  | Colombia     | 4        | 2010-II, 2013-I, 2013-II, 2014-I.                                             |
| 2    | Luis Augusto García | Colombia     | 4        | 1987, 1988, 1996-97, 2003-II                                                  |
| 3    | Jaime de La Pava    | Colombia     | 3        | 2000, 2001, 2002-I.                                                           |
| 4    | Alberto Gamero      | Colombia     | 3        | 2008-I, 2018-I, 2023-I.                                                       |
| 5    | Adolfo Pedernera    | Argentina    | 3        | 1951, 1952, 1953.                                                             |
| 6    | Francisco Villegas  | Argentina    | 3        | 1965, 1967, 1969.                                                             |
| 8    | Oscar Quintabani    | Argentina    | 3        | 2006-I, 2007-I, 2007-II.                                                      |
| 9    | Julio Comesaña      | Uruguay      | 3        | 1993, 2018-II, 2019-I.                                                        |

### Otros datos

#### Equipos
Nota: Se toman en cuenta las 94 ediciones del torneo desde 1948 hasta Apertura 2022; esto incluye torneos largos anuales (1948 a 2001) y torneos cortos semestrales (2002-I al 2017- 2020).
- Total de equipos participantes en primera división de 1948 a la actualidad: 43, de los cuales 28 todavía compiten profesionalmente en primera o segunda división.
- Mayor cantidad de títulos obtenidos: Atlético Nacional con 18 campeonatos.
- Mayor cantidad de participaciones: Millonarios, Santa Fe y Atlético Nacional han participado en todas las ediciones (99)
- Mayor cantidad de participaciones sin títulos obtenidos: Atlético Bucaramanga con 78 torneos hasta la obtención del título en el Apertura 2024.
- Mayor cantidad de participaciones de un equipo proveniente de Segunda División: Envigado F.C. con 43 (hasta Finalización 2024).
- Mayor espera para obtención de primer título: Atlético Bucaramanga con 75 años (1949 a 2024-I) y participación en 78 campeonatos.
- Mayor tiempo transcurrido entre dos títulos: Once Caldas con 53 años (1950 a 2003-I) y participación en 55 campeonatos.
- Mayor tiempo transcurrido desde último título: Deportes Quindío, cuyo último título se dio en 1956 y habiendo participado en 74 campeonatos desde entonces.
- Mayor cantidad de partidos jugados: Atlético Nacional con 3450. Ver: Tabla histórica de la Categoría Primera A
- Mayor cantidad de puntos en campeonatos de Torneo Largo: Once Caldas con 126 puntos (1998).
- Mayor cantidad de puntos en un torneo corto (2002-Act.): Atlético Nacional en Apertura 2017 con 62 puntos en 26 partidos.
- Mayor cantidad de puntos en una fase de todos contra todos (2002-Act.): Atlético Nacional en Apertura 2017 con 49 puntos en 20 partidos.
- Mayor cantidad de subcampeonatos: Deportivo Cali con 14.
- Mayor cantidad de títulos disputados: Atlético Nacional con 18 campeonatos y 12 subcampeonatos, 30 en total.

Invictos
- Mayor invicto: Millonarios con 29 partidos (1999).
- Mayor invicto de local: Junior con 48 partidos, desde el 27 de noviembre de 1975 hasta el 31 de julio de 1977;[89] Bucaramanga 40 (1993).
- Mayor invicto de visitante: Millonarios con 19 partidos, desde el 9 de julio de 1950 y el 2 de septiembre de 1951.[90]
- Mayor invicto en torneos cortos: Águilas Doradas con 22 partidos entre el Torneo Apertura 2023 hasta el Torneo Finalización 2023, desde el 17 de junio hasta el 18 de noviembre de 2023.[91][92]
- Mayor cantidad de minutos sin recibir gol como local: La Equidad con 1228 minutos, desde el 25 de noviembre de 2017 ante Millonarios Fútbol Club, hasta el 6 de septiembre de 2018 ante Independiente Medellín.
- Mayor invicto de un arquero : Otoniel Quintana Millonarios, 1024 minutos sin recibir gol desde 12 de septiembre al 14 de noviembre de 1971.

Partidos ganados
- Mayor cantidad de partidos ganados: Millonarios con 1470. Ver: Tabla histórica de la Categoría Primera A
- Mayor cantidad de partidos ganados en un año (2002-Act.): Atlético Nacional en 2017: con 32 victorias en 48 partidos.
- Mayor cantidad de partidos ganados en un torneo corto (2002-Act.): Atlético Nacional en Apertura 2017 con 19 victorias en 26 partidos.[93]
- Mayor cantidad de partidos ganados en una fase de todos contra todos (2002-Act.): Atlético Nacional en Apertura 2017 con 15 victorias en los 20 partidos.[93]
- Mayor cantidad de partidos ganados consecutivamente: Millonarios con 17 victorias (1949).[94]
- Mayor cantidad de partidos ganados consecutivamente en condición de local: Atlético Nacional con 16 victorias (2015-2016).

Partidos empatados
- Mayor cantidad de partidos empatados: Santa Fe con 980. Ver: Tabla histórica de la Categoría Primera A
- Mayor cantidad de partidos empatados en un año (2002-Act.): Patriotas en 2013 con 19 empates en 36 partidos (52,7 %), Atlético Bucaramanga en 2016 con 20 empates en 44 partidos (45,5 %), Deportivo Cali en 2013 con 21 empates en 50 partidos (42 %).
- Mayor cantidad de partidos empatados en una fase de Todos contra Todos (2002-Act.): Atlético Bucaramanga  en Apertura 2016 con 14 empates en los 20 partidos.
- Mayor cantidad de partidos empatados consecutivamente: Atlético Bucaramanga con 10 partidos consecutivos en el Campeonato de 1977.

Partidos perdidos
- Mayor cantidad de partidos perdidos: Deportes Tolima con 1153. Ver: Tabla histórica de la Categoría Primera A
- Mayor cantidad de partidos perdidos en un torneo largo (1948-2001): Atlético Bucaramanga en 1953 con 22 en 22 partidos.[93]
- Mayor cantidad de partidos perdidos en un año (2002-Act.): Unión Magdalena en 2004 con 23 derrotas en 36 partidos.
- Mayor cantidad de partidos perdidos en una fase de Todos contra Todos (2002-Act.): Real Cartagena en Apertura 2006 con 15 derrotas en los 18 partidos.[93]

Temporadas
- Equipos que han disputado todas las temporadas sin interrupciones: Atlético Nacional, Independiente Santa Fe y Millonarios.
- Equipos que no han disputado todas las temporadas, pero no han descendido a la Primera B: Deportivo Cali, Independiente Medellín, Junior de Barranquilla y Once Caldas.
- Equipos que no descendieron a la Primera B, pero desaparecieron por problemas económicos: Club Universidad Nacional de Colombia, Sporting de Barranquilla, Deportivo Samarios, Deportivo Barranquilla, Huracán Fútbol Club de Medellín, Oro Negro, Boca Juniors de Cali y Libertad de Barranquilla.[95]
- Equipos que descendieron a la Primera B y desaparecieron: Deportivo Unicosta, Centauros Villavicencio y Uniautónoma F. C.[96]

Nombres y sedes
- Equipos que han cambiado de nombre: 
  - Atlético Manizales, Once Deportivo de Manizales, Deportivo Manizales y Deportes Caldas, hoy Once Caldas.
  - Atlético Municipal de 1947 a 1950, hoy llamado Atlético Nacional desde 1950 hasta el presente.
- Equipos que han cambiado de nombre y de sede:
  - Chicó Fútbol Club (Bogotá, 2004) al Boyacá Chicó (Tunja, 2005-presente).
  - Itagüí Ditaires (Itagüí, 2011-2014) a Águilas Doradas Pereira (Pereira, 2014), posteriormente Águilas Doradas (Rionegro, 2015-presente), durante el 2024-II disputó sus partidos como local en Sincelejo.
  - Alianza Petrolera (Barrancabermeja) al Alianza Valledupar (Valledupar, 2024-presente).

#### Goles
- Mayor cantidad de goles anotados en un torneo largo (1948-2001): Independiente Medellín anotó 119 goles en 39 juegos (3,05) en 1957, en una temporada sin series finales (cuadrangulares ni octogonales).[97] Si se cuentan las series finales, el Junior anotó 114 goles en 1968: 109 goles en las 52 fechas de todos contra todos (2,09) y 5 más en el doblete por el tercer lugar, para un total de 114 en 54 partidos (promedio total de 2,11).[98]
- Mayor cantidad de goles anotados en un torneo corto (2002-Act.): Deportivo Cali en Apertura 2002 con 55 goles en 28 partidos (1,96 por partido).
- Jugador con más goles en una temporada : El récord pertenece al argentino Pedro Cabillón, quien marcó 42 anotaciones con Millonarios en el campeonato de 1949.
- Mayor cantidad de tiempo sin anotar gol en la Primera A: Patriotas Boyacá completó 2 meses y 6 días sin anotar gol en un total de 10 juegos en el Finalización 2021, fueron 927 minutos sin convertir. Su sequía goleadora duró entre el 10 de agosto de 2021 al 16 de octubre de 2021.
- Mayor promedio de goles por partido en un torneo largo (1948-2001): Independiente Santa Fe en Campeonato colombiano 1949 con una media de 3,9 goles por partido, con 102 goles en 26 partidos.
- Mayor cantidad de goles anotados en una fase de Todos contra Todos (2002-Act.): Deportivo Cali en Apertura 2002 con 44 goles en 22 partidos.
- Autor del primer gol en la historia del fútbol profesional colombiano: Rafael Serna del Atlético Municipal de Medellín precursor del Atlético Nacional contra Universidad Nacional de Bogotá.[99]
- Primer arquero en marcar un gol : Lo hizo el argentino Julio Cozzi, cuando defendía el arco de Millonarios en la época del Dorado. Ocurrió el 19 de octubre de 1952, de tiro penal, en el triunfo 2-1 sobre el Deportivo Cali.
- Primer equipo en llegar a los 5000 goles : Federico Insúa, anotó el gol 5000 de Millonarios en el FPC.
- Gol distancia más lejana: Erwin "Alpinito" Carrillo, anotó el gol de distancia más lejana del que se tiene registrado en el FPC, en el año 2002 jugando para el Unión Magdalena le convirtió al Deportivo Cali un gol desde una distancia de 82 metros.
- Gol más rápido: Ariel Carreño, a los 7 segundos de comenzado el partido, en el encuentro La Equidad 1:0 Junior el 25 de julio de 2010 (Torneo Finalización).[100]
- Goles olímpicos: El argentino "Cococho" Álvarez es el mayor anotador de goles olímpicos en Primera División  con 8 tantos seguido por el también argentino "Nene" Díaz que convirtió 6.
- Mayores goleadas: Los partidos donde se han conseguido las mayores goleadas del campeonato son:
  - Samarios 12:1 Universidad (29 de julio de 1951).[101]
  - Samarios 1:11 Quindío (9 de noviembre de 1952).[102]
  - Independiente Santa Fe 10:2 Huracán (3 de agosto de 1949).[103]
  - Independiente Santa Fe 10:3 Deportivo Pereira (2 de octubre de 1949).[103]
  - Atlético Nacional 0:10 Boca Juniors de Cali (15 de abril de 1951).[104]
  - Deportivo Cali 9:0 Deportivo Pereira (3 de junio de 1962).[105]
  - América de Cali 9:0 Cúcuta Deportivo (29 de agosto de 1990).[106]
- Mayor cantidad de goles en un partido: Medellín 9:5 Santa Fe (9 de junio en 1957).[107]

#### Equipos que más veces han terminado primero en la tabla de reclasificación de cada año
- Millonarios (15): 1949, 1951, 1952, 1953, 1959, 1961, 1962, 1963, 1964, 1972, 1973, 1975, 1976, 1987, 2022
- América de Cali (13): 1979, 1981, 1982, 1984, 1985, 1986, 1990, 1992, 1996-97, 2000, 2004, 2008, 2019
- Atlético Nacional (11): 1954, 1978, 1983, 1988, 1994, 1999, 2005, 2007, 2013, 2015, 2017
- Deportivo Cali (10): 1965, 1967, 1968, 1969, 1974, 1977, 1980, 1995-96, 2002, 2003
- Santa Fe (9): 1948, 1958, 1960, 1966, 1970, 1971, 2014, 2016, 2020
- Junior (4): 1991, 1993, 1995, 2009
- Once Caldas (4): 1950, 1998, 2001, 2011
- Deportes Tolima (4): 2010, 2012, 2021, 2024
- Independiente Medellín (3): 1955, 1957, 2018
- Deportes Quindío (1): 1956
- Cúcuta Deportivo (1): 2006
- Águilas Doradas (1): 2023

#### Equipos que más veces han terminado primero en la fase del todos contra todos en torneos cortos
- Atlético Nacional (11): 2005-I, 2007-II, 2013-II, 2014-I, 2015-II, 2016-II, 2017-I, 2018-I, 2019-II, 2021-I, 2021-II
- Deportes Tolima (7): 2006-II, 2008-II, 2009-I, 2010-I, 2010-II, 2012-I, 2018-II
- Deportivo Cali (5): 2002-I, 2002-II, 2003-II, 2005-II, 2007-I
- Santa Fe (5): 2013-I, 2014-II, 2020, 2022-II, 2024-II
- Once Caldas (3): 2003-I, 2006-I, 2011-I
- Millonarios (3): 2012-II, 2019-I, 2022-I
- América de Cali (3): 2004-I, 2004-II, 2025-I
- Independiente Medellín (2): 2009-II, 2016-I
- Junior (2): 2011-II, 2017-II
- Águilas Doradas (2): 2023-I, 2023-II
- La Equidad (1): 2008-I
- Atlético Huila (1): 2015-I
- Atlético Bucaramanga (1): 2024-I

#### Finales
Nota: Ciudades donde se disputó la final y se realizó la ceremonia de entrega.
- Medellín (22): 1957, 1994, 1999, 2002-I, 2004-I, 2004-II, 2005-I, 2007-I, 2007-II, 2009-II, 2011-I, 2013-II, 2014-I, 2015-I, 2015-II, 2016-I, 2017-I, 2018-I, 2018-II, 2023-II, 2024-II, 2025-I
- Bogotá (12): 1982, 2012-I, 2012-II, 2013-I, 2014-II, 2016-II, 2017-II, 2019-I, 2020, 2021-I, 2023-I, 2024-I
- Cali (8): 1972, 1979, 1997, 2001, 2003-II, 2005-II, 2008-II, 2019-II
- Manizales (4): 1998, 2003-I, 2010-II, 2011-II
- Ibagué (3): 2006-II, 2021-II, 2022-I
- Pasto (2): 2002-II, 2006-I
- Barranquilla (2): 2009-I, 2010-I
- Tunja (1): 2008-I
- Santa Marta (1): 1968
- Pereira (1): 2022-II

#### Ámbito internacional
Los clubes colombianos han obtenido un total de 12 títulos internacionales reconocidos por la Conmebol y la FIFA: 3 Copas Libertadores, 1 Recopa Sudamericana, 1 Copa Sudamericana, 4 Copas de la extinta Merconorte, 2 copas de la extinta Copa Interamericana  y  1 copa de la extinta Copa Suruga Bank.
| Club              | Títulos internacionales | Títulos internacionales |
| ----------------- | ----------------------- | --- |
| Atlético Nacional | 7                       | 2 Copas Libertadores (1989 y 2016) 1 Recopa Sudamericana (2017) 2 Copas Merconorte (1998 y 2000) 2 Copas Interamericana (1990 y 1995). |
| Santa Fe          | 2                       | 1 Copa Sudamericana (2015) 1 Copa J.League-Sudamericana (2016)                                                                         |
| Once Caldas       | 1                       | 1 Copa Libertadores (2004) |
| América de Cali   | 1                       | 1 Copa Merconorte (1999) |
| Millonarios       | 1                       | 1 Copa Merconorte (2001) |